# Église Saint-Pierre de Champagnolles
Pour les articles homonymes, voir Église Saint-Pierre.
L'église Saint-Pierre est une église catholique située à Champagnolles, en France.

## Localisation
L'église est située dans le département français de la Charente-Maritime, en centre bourg de Champagnolles, commune du Canton de Saint-Genis. Champagnolles est située à 6 kilomètres au Nord-Ouest de Saint-Genis, à 7 kilomètres de Gémozac et à 29 kilomètres au sud de Saintes.

## Historique et description de l'édifice

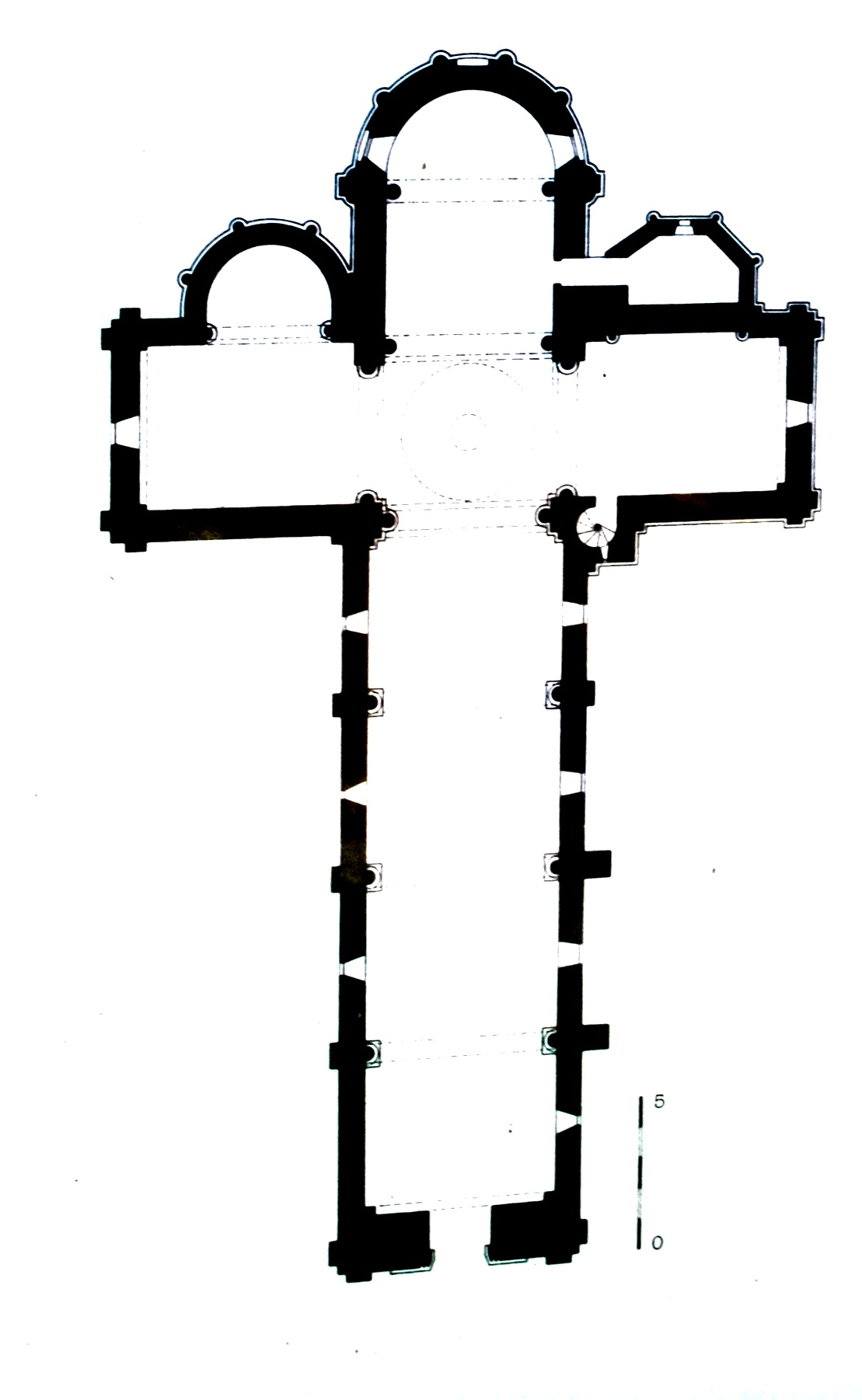
Plan de l'église.

L'église, dédiée à saint Pierre, de style roman, a été construite dans la deuxième moitié du  XIIe siècle. 
- Le plan, en forme de croix latine, comporte une nef de quatre travées. La nef est plafonnée en berceau brisé ; ses quatre travées sont séparées par de longues colonnes aux bases ornées de griffes. Leurs chapiteaux un peu courts n'ont reçu qu'une très simple garniture de feuillage.
- La nef est terminée par un chevet à sept pans, deux pour le chœur, cinq pour l'abside demi-circulaire. L'abside est voûtée en cul-de-four dotée de grandes fenêtres en plein cintre ; le chœur en berceau brisé, sans ouvertures.
- Le transept comporte deux absidioles formant chapelles latérales à l'abside.
- Le croisillon Sud, voûté comme son opposé en berceau cintré, est clôturé à l'orient par un mur plat construit dans le grand arc de l'absidiole. Celle-ci ainsi fermée sert de sacristie. La voûte de l'absidiole Nord a été récemment refaite en moellons.
- Le centre du transept supporte une coupole allongée de forme octogonale se terminant à son sommet par une ouverture circulaire. Elle est montée sur trompes et supporte un clocher quadrangulaire. Sa base, soulignée par un bandeau de petits damiers, repose sur des colonnes adossées à des pilastres semblables à celles de la nef.
- Le clocher, de trois étages, est à masse carrée et à toit plat.
- La porte occidentale romane a subi un remaniement vers la fin du XVe siècle.
- Les murs de la nef, qui s'est effondrée en 1656, ont été remontés avec utilisation des anciennes fenêtres romanes et notamment de leurs cintres d'un modèle caractéristique. Ces cintres très petits, taillés dans une seule pierre, ont leur plat orné d'une décoration de peu de relief, naïve même et cependant variée : dessins géométriques, fleurettes, fines torsades.
- À l'intérieur, un autel tabernacle, daté de 1767, est classé[3] en 1980. Il est constitué d'un autel classique de forme tombeau, peint en blanc, sur lequel se détache l'agneau pascal en bois doré. Le retable est décoré de somptueux motifs sculptés, alternativement dorés et argentés sur un fond blanc qui contrastent avec la sobriété de la partie inférieure de l'autel. La porte du tabernacle est décorée du Christ Bon Pasteur.
- La voûte de la nef a été refaite en briques au XIXe siècle.

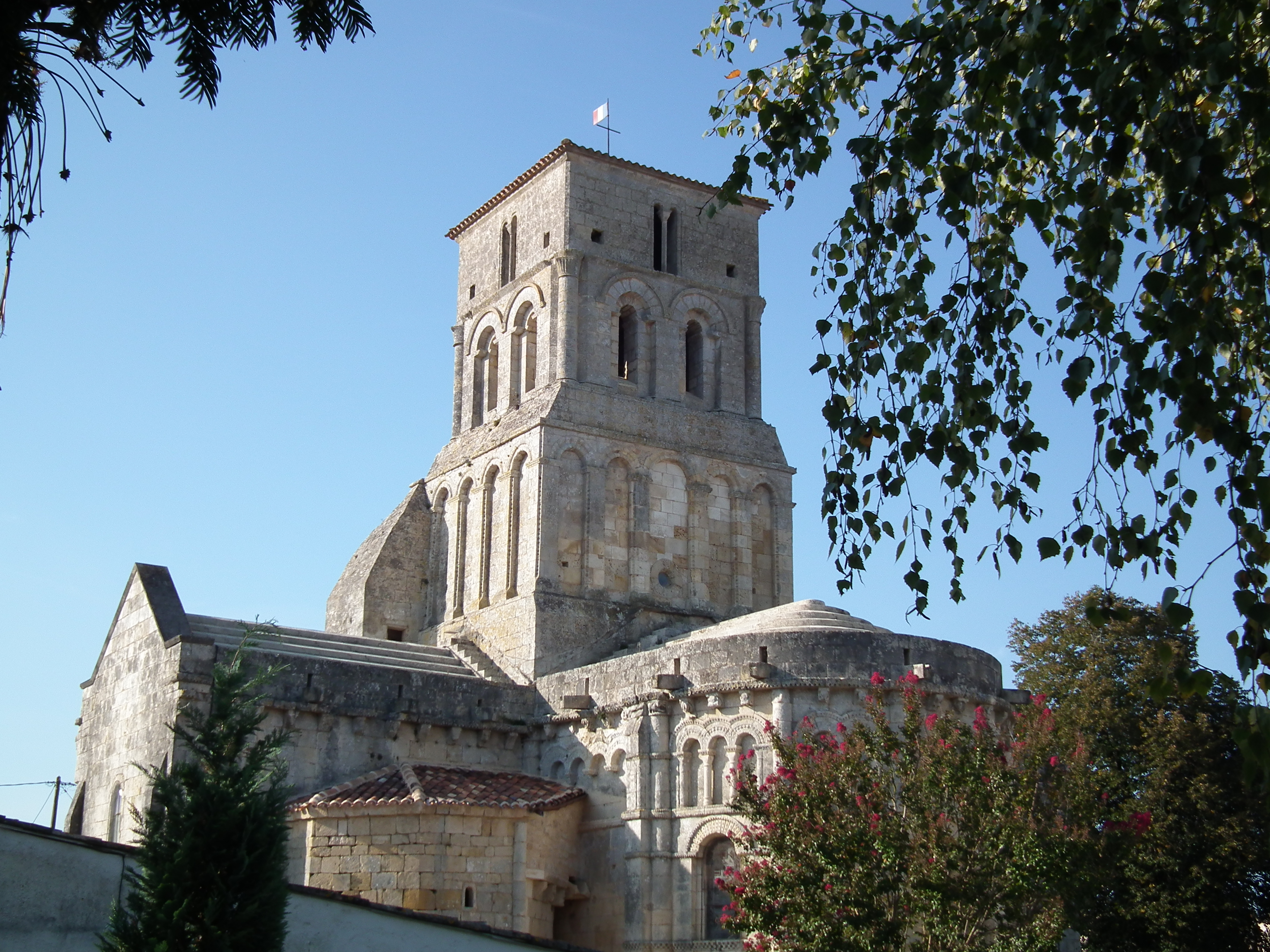
Vue générale
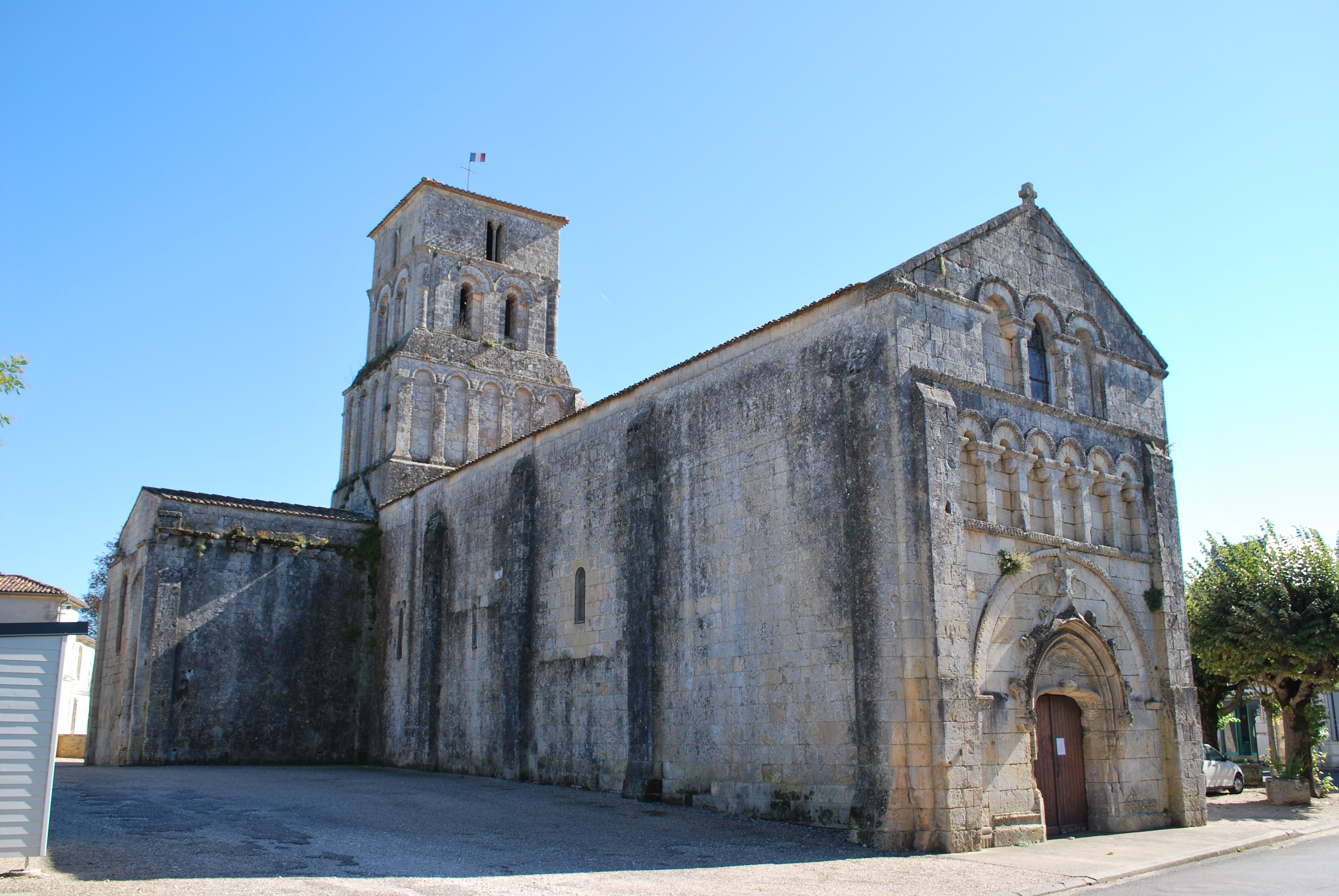
Vue du Nord-ouest.
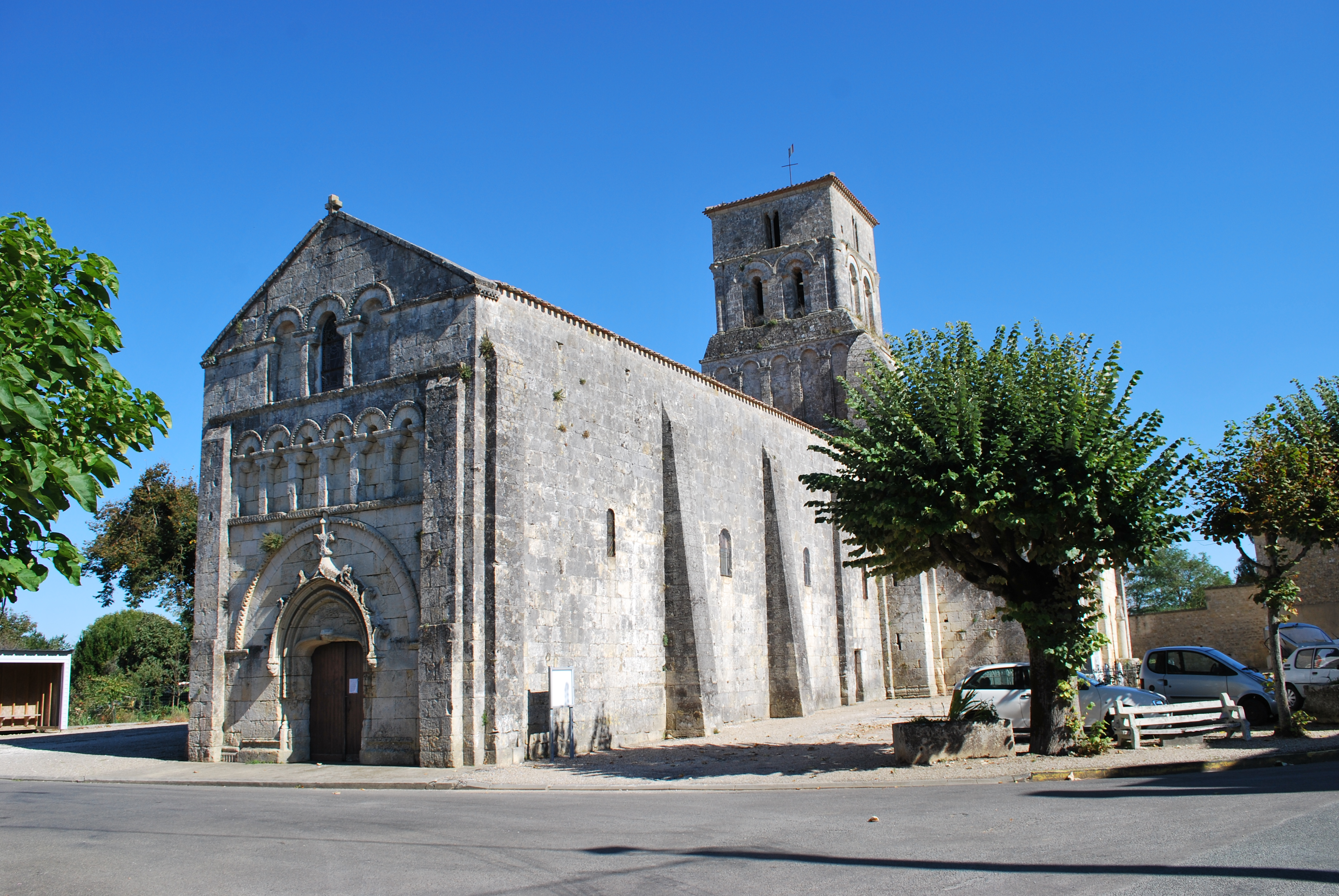
Vue du Sud-ouest.

Croix de cimetière et Cadran canonial
La croix de l'ancien cimetière est maintenant placée près de la façade du croisillon sud du transept.
La croix, très simple, est supportée par une colonne sans décoration sur un bloc cubique. Elle est encadrée par deux sarcophages au sol.
Sur le mur sud de la nef, gravé dans la pierre, se trouve un cadran canonial. Ce cadran solaire primitif était utilisé par le clergé pour déterminer l'heure canonique de la journée pour l'accomplissement des actes liturgiques.

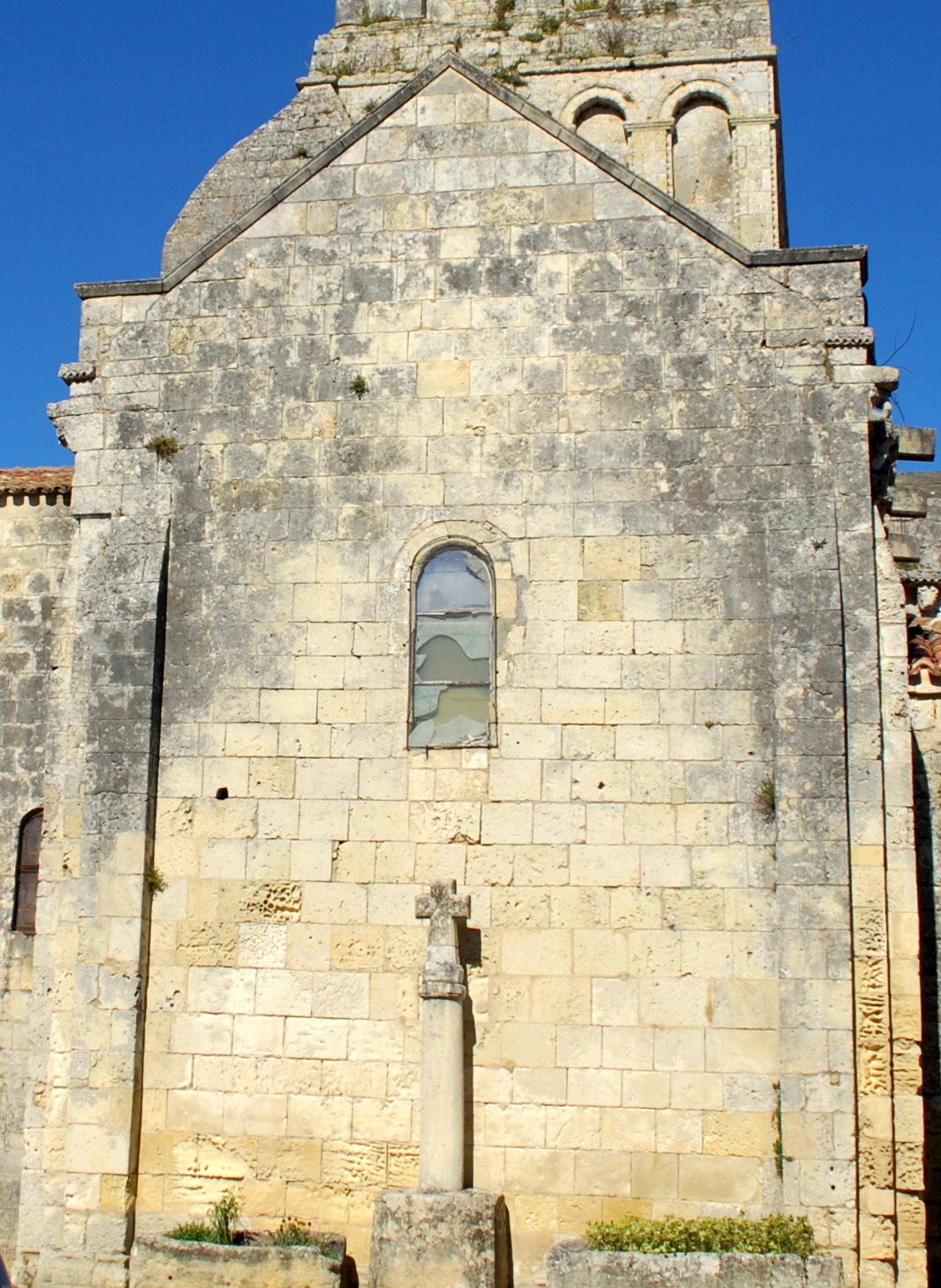
Croix de cimetière.
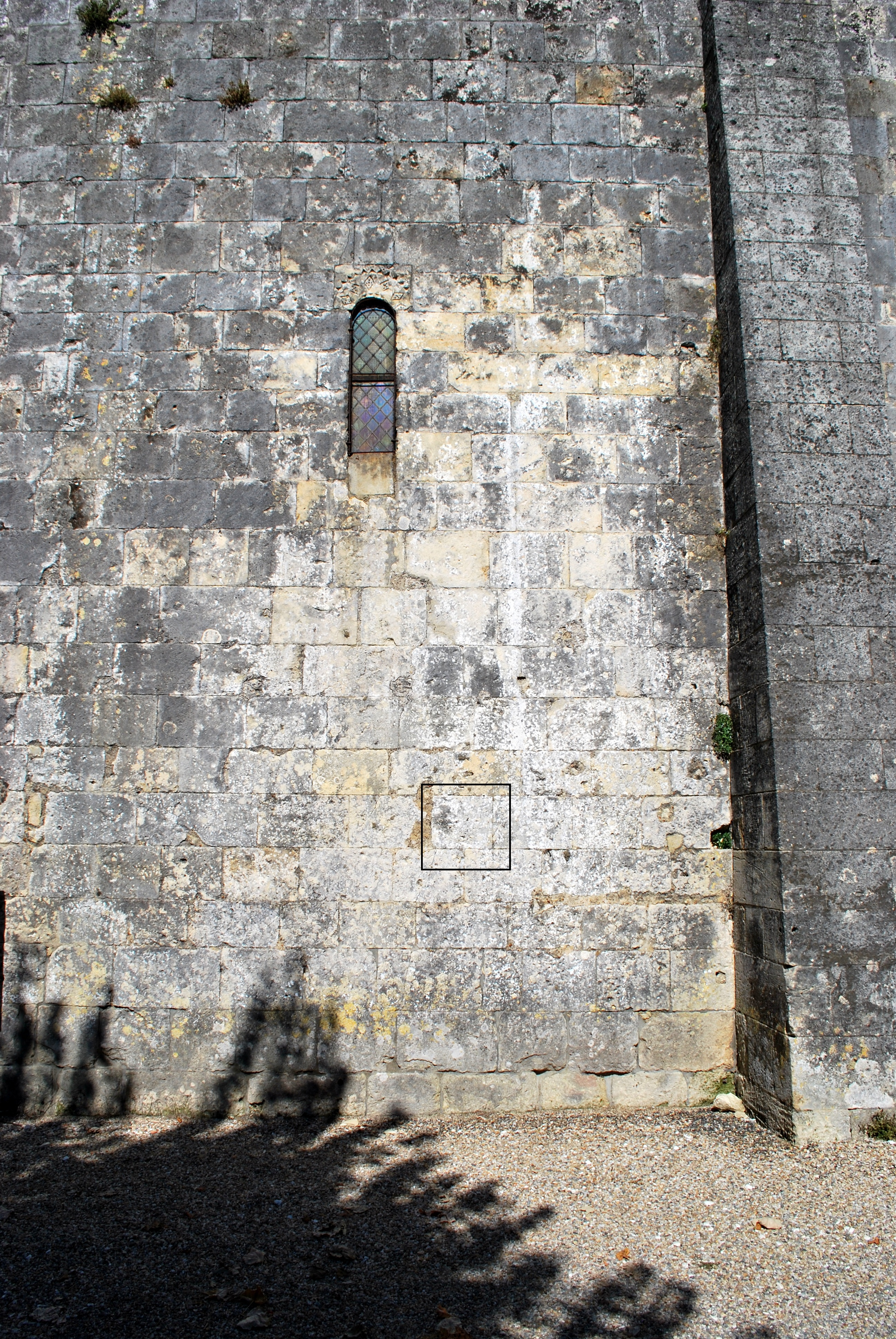
Emplacement du cadran canonial.
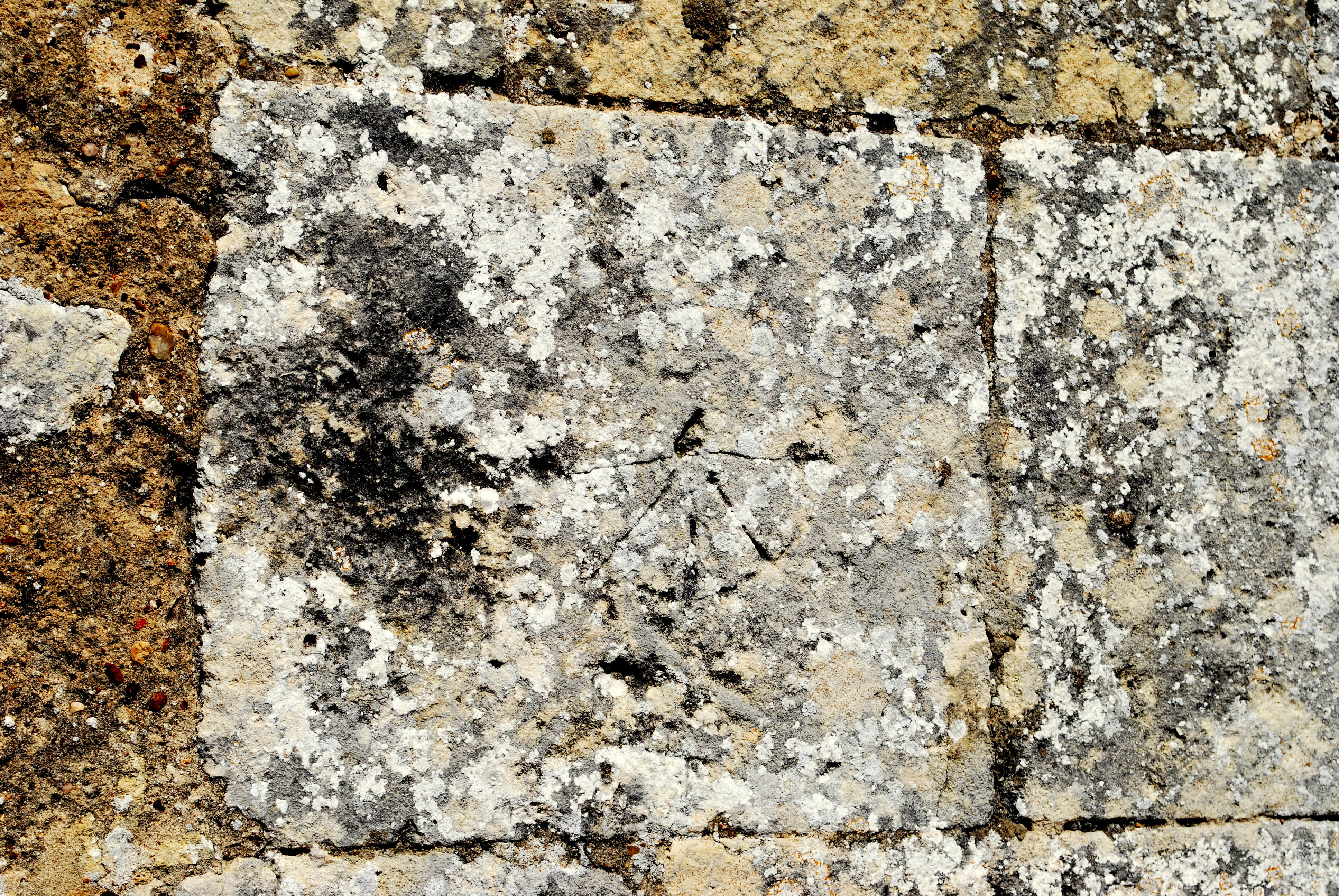
Le cadran canonial.

L'édifice est classé au titre des monuments historiques en 1910.

## La sculpture romane
La sculpture romane est concentrée sur la corniche de : l'abside, l'absidiole nord et les croisillons nord et sur du transept. On trouve une douzaine de chapiteaux sculpté et surtout, plus d'une soixantaine de modillons sculptés, ce sont les parties où le sculpteur roman a donné libre cours à sa virtuosité et à son imagination. Dans le choix des sujets on voit la verve du Moyen Âge. Malheureusement, la plupart des guides touristiques passent sous silence ces sculptures romanes. Une description typique  de l'église Saint-Pierre est : « Champagnolle: Si cette église de belles proportions est bien typique, sa façade, dont le portail a été refait au XVe siècle sous sa galerie, reste un peu étriquée. l'abside, à arcatures au-dessus des fenêtres, et le clocher carré, bien décoré sur ses deux étages inférieurs, sont de belle venue. Ensemble peu sculpté malgré quelques modillons de type courant et les chapiteaux d'angle du transept. »
On donne d'abord une description de la façade occidentale et le clocher, puis, en détail les sculptures de l'abside et le transept.

### Façade ouest

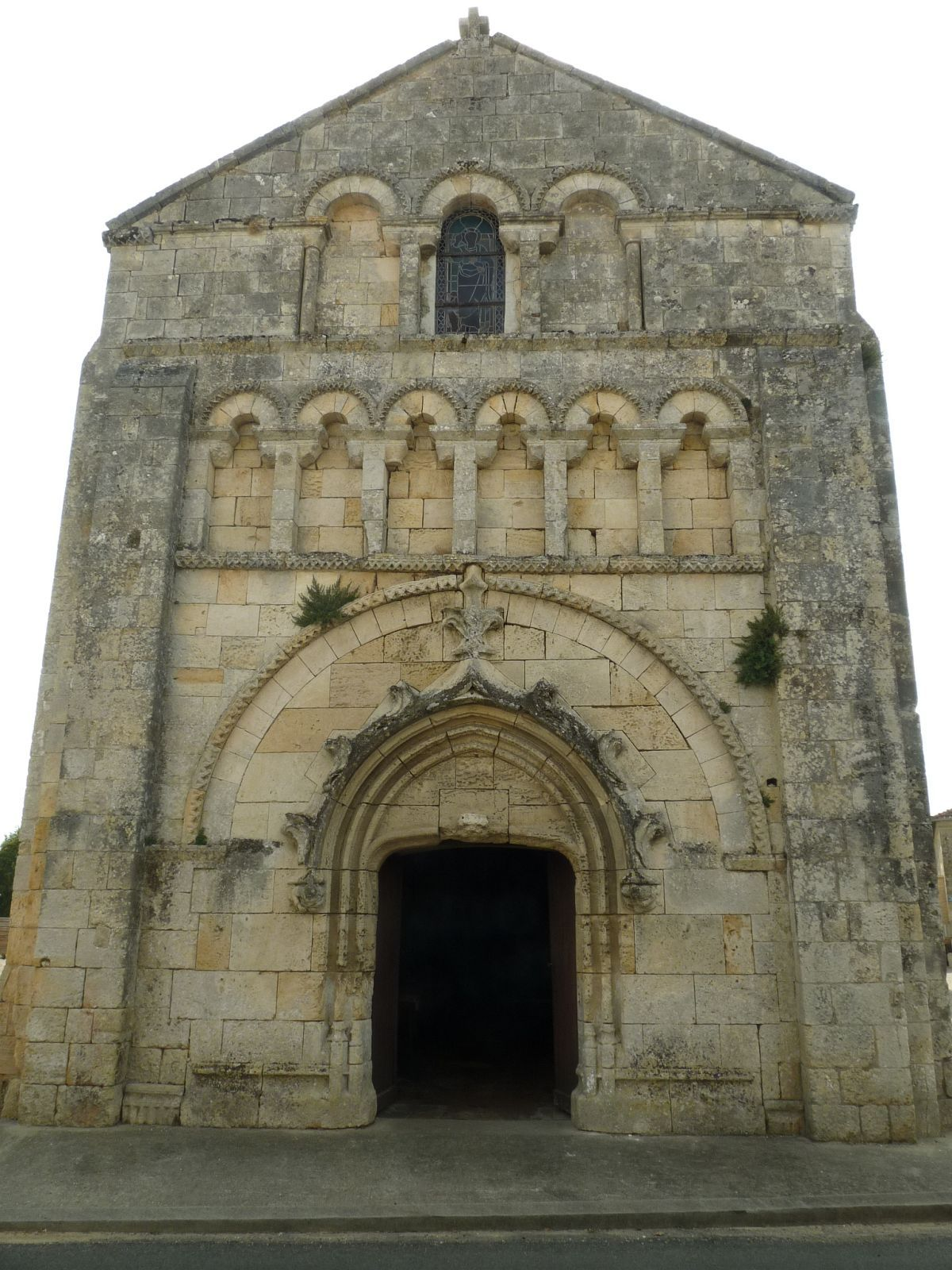
Façade ouest.

La façade occidentale, de style saintongeais, est composée de trois étages enserrés entre des contreforts plats surmontés d'un pignon. 
- La partie inférieure, qui occupe presque la moitié de la hauteur totale, est entièrement garnie par un vaste portail. À l'origine le portail roman était à plusieurs voussures en plein-cintre, un peu comme le portail de l'église de Bois, une commune  voisine. II ne subsiste aujourd'hui que la grande arcade à claveaux nus et son cordon de pointes de diamant a quatre branches dites 'têtes de clou'. À la fin du XVe siècle le portail a été muré et percé de la porte en anse de panier avec moulures prismatiques entourée d'un épais cintre brisé chargé de grosses feuilles de choux et d'un très volumineux fleuron que l'on voit aujourd'hui.
- Une mince corniche à pointes de diamant souligne l'étage suivant. Celui-ci est entièrement occupé par une arcature à six cintres aveugles entourés des pointes de diamant.
- L'étage supérieur n'a plus qu'une arcature à trois cintres, mais la baie centrale est percée. Tous ces arcs s'appuyaient autrefois sur des colonnettes ; toutes ou presque ont disparu. Seuls demeurent les larges pilastres de séparation avec quelques chapiteaux attenants.
- La partie romane de la façade semble postérieure au chevet.
- Il existe, de chaque côté et à hauteur du sol, des pierres plates cannelées qui suggèrent que cette façade a été décorée à l'origine  en 'style byzantin' et avant la construction romane il y avait une église antérieure assujettie à l'une des règles orientales qui avaient cours en Gaule : celle de Basile, de Pacôme ou de Cassien.

### Le clocher
- Ses trois étages sont ornés de façons différentes. Le premier offre sur chacune de ses faces cinq hautes baies aveugles (quatre sur les côtés Nord et Sud) séparées par de longs pilastres plats. Le second étage, sensiblement étréci par une base en talus, est percé de deux fenêtres plus larges ; le troisième, ajouté ou reconstruit quelque trois cents ans plus tard, n'a plus sur chaque côté qu'une fenêtre carrée à gros tore d'encadrement avec un linteau en accolade.
- Les angles du deuxième étage sont garnis d'une grosse colonne à chapiteau nu et la plupart des lignes longues de ce clocher sont pointillées d'une suite de petits losanges.
- Des lucarnes percées dans les murs du troisième étage rappellent le rôle de forteresse joué par ce clocher au cours des guerres de Religion.

### Abside et absidioles
À l'extérieur, on regardera plus particulièrement le chevet doté d'une arcature haute, à la manière de celui de Saint-Eutrope de Saintes, les murs du bras nord du transept décorés de pierres disposées en zigzag, le clocher à trois niveaux d'arcatures et de baies, 
La partie extérieure de l'abside présente des archivoltes de fenêtres chargées de sculptures en damier, zigzags, billettes, têtes de diamant... 

#### L'abside
| - Abside, sud-est. - Abside, est. - Abside, nord-est. |

Les sept pans de l'abside — deux pour le chœur et cinq pour le chevet demi-circulaire — 
ainsi que l'entourage des trois fenêtres, le sculpteur a dépensé des trésors d'imagination inventive, sans toujours obtenir le résultat recherché. C'est ainsi que les colonnes contreforts séparant les aires, qui changent une fois de diamètre, sont dans leur courte hauteur (cette abside est relativement peu élevée) coupées quatre fois par des cordons différents ; un de damiers, un de palmettes, un de petites pointes de diamant qui suit le tracé des cintres et un composite. Des motifs inconnus ailleurs se trouvent ici assemblés en des combinaisons multiples impossibles à décrire.
Les sculptures sont très semblable à celles de l'église Saint-Blaise de Givrezac de la commune voisine ; ils sont certainement l’œuvre du même atelier.

Abside chapiteaux
Abside modillons

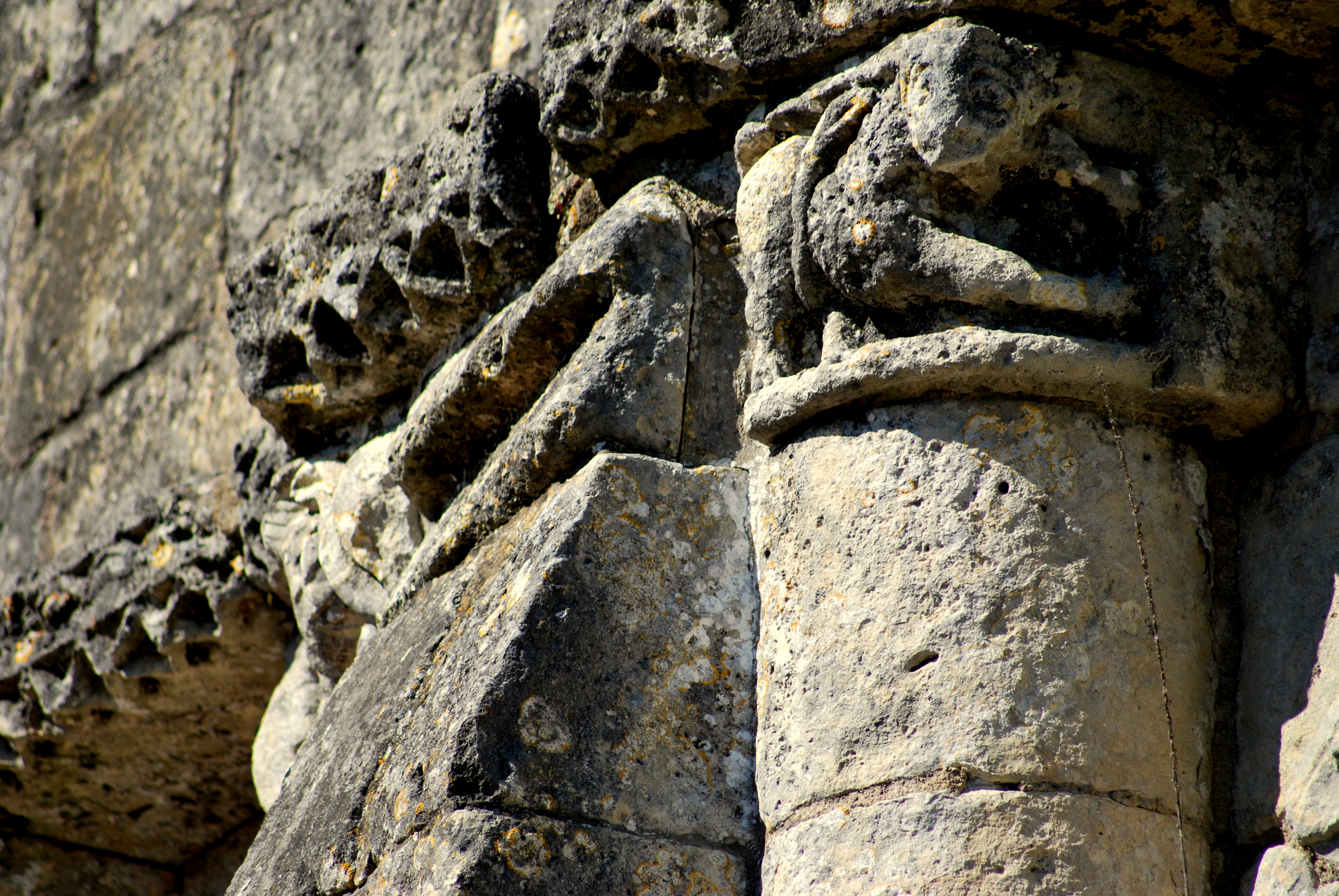
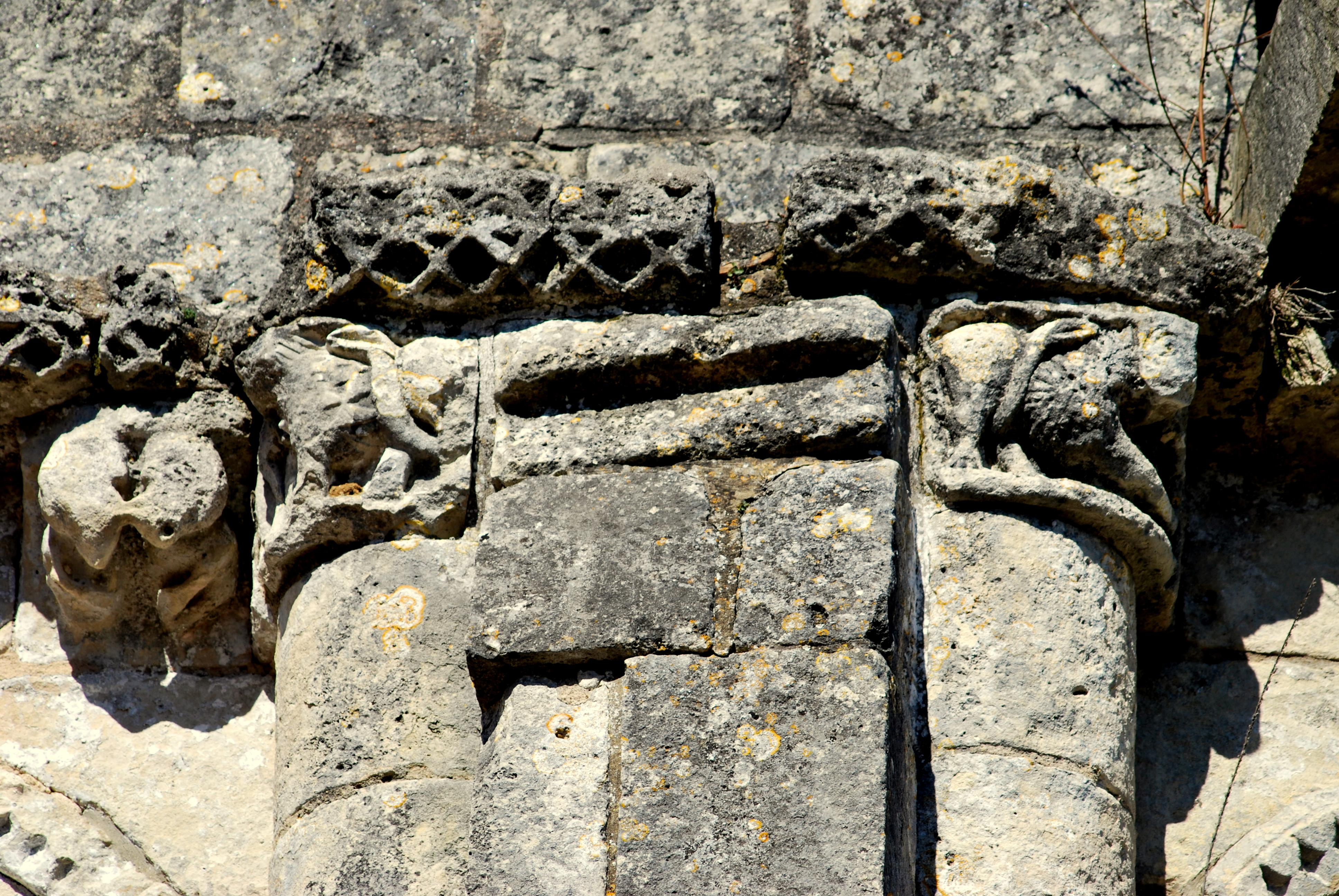
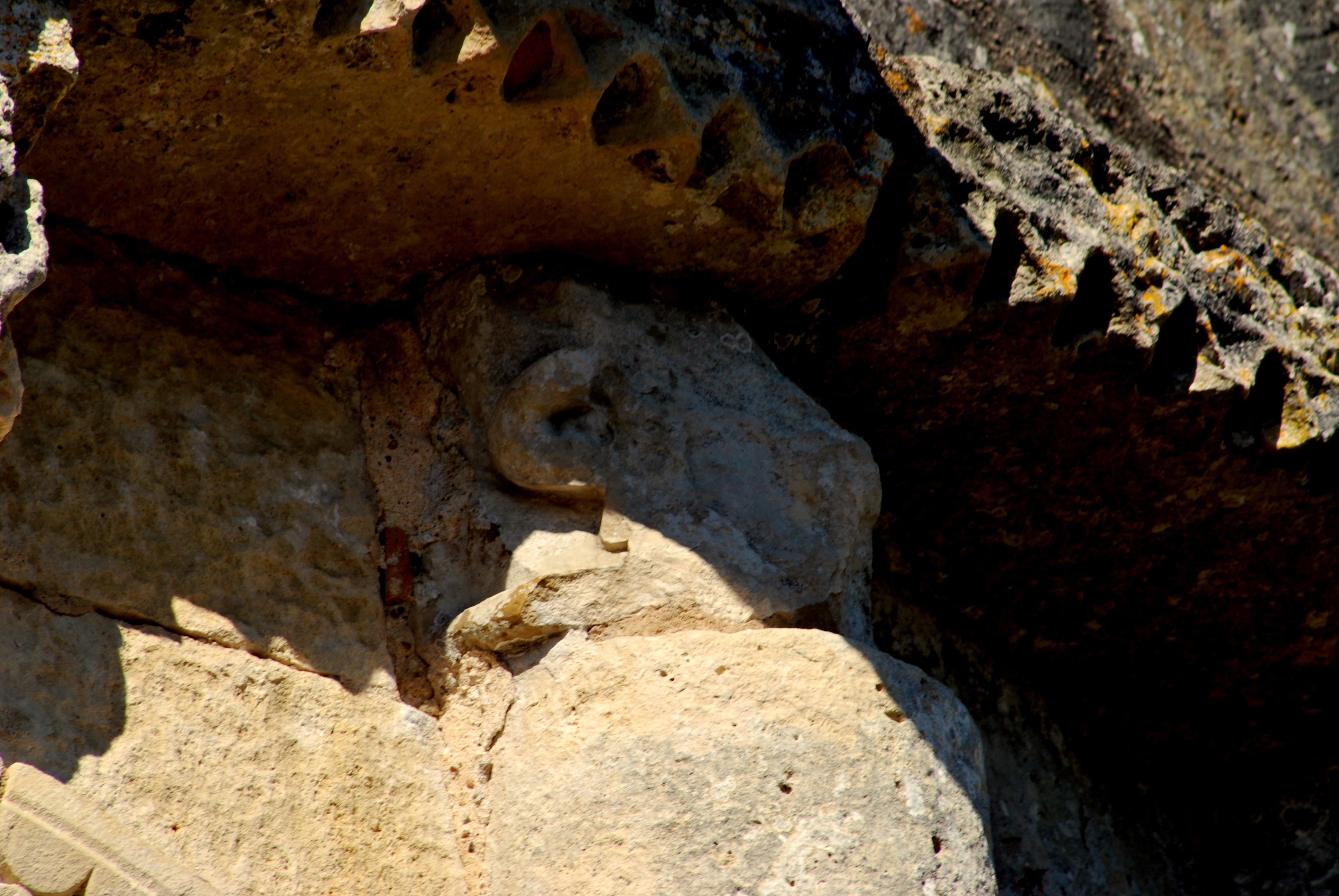
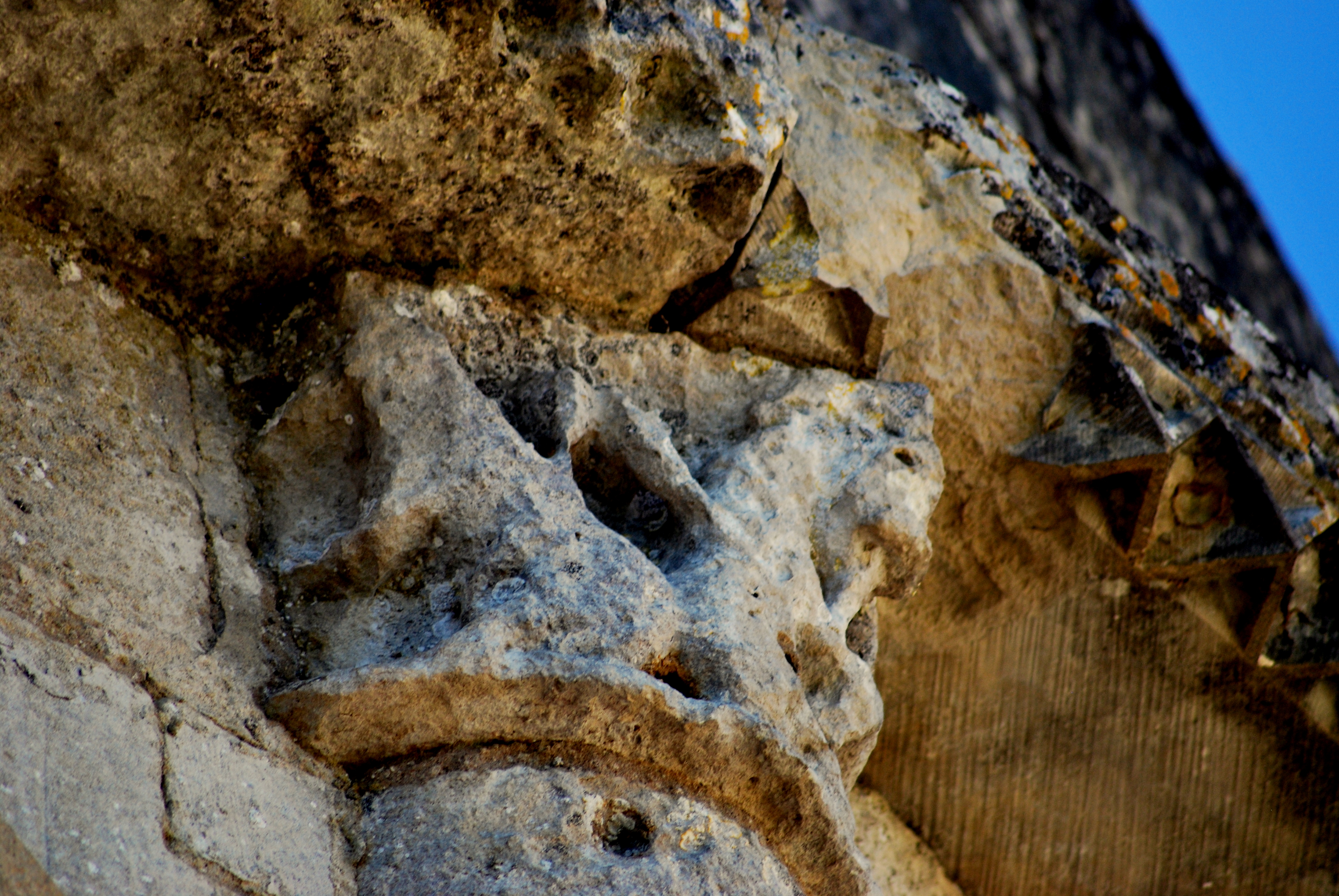
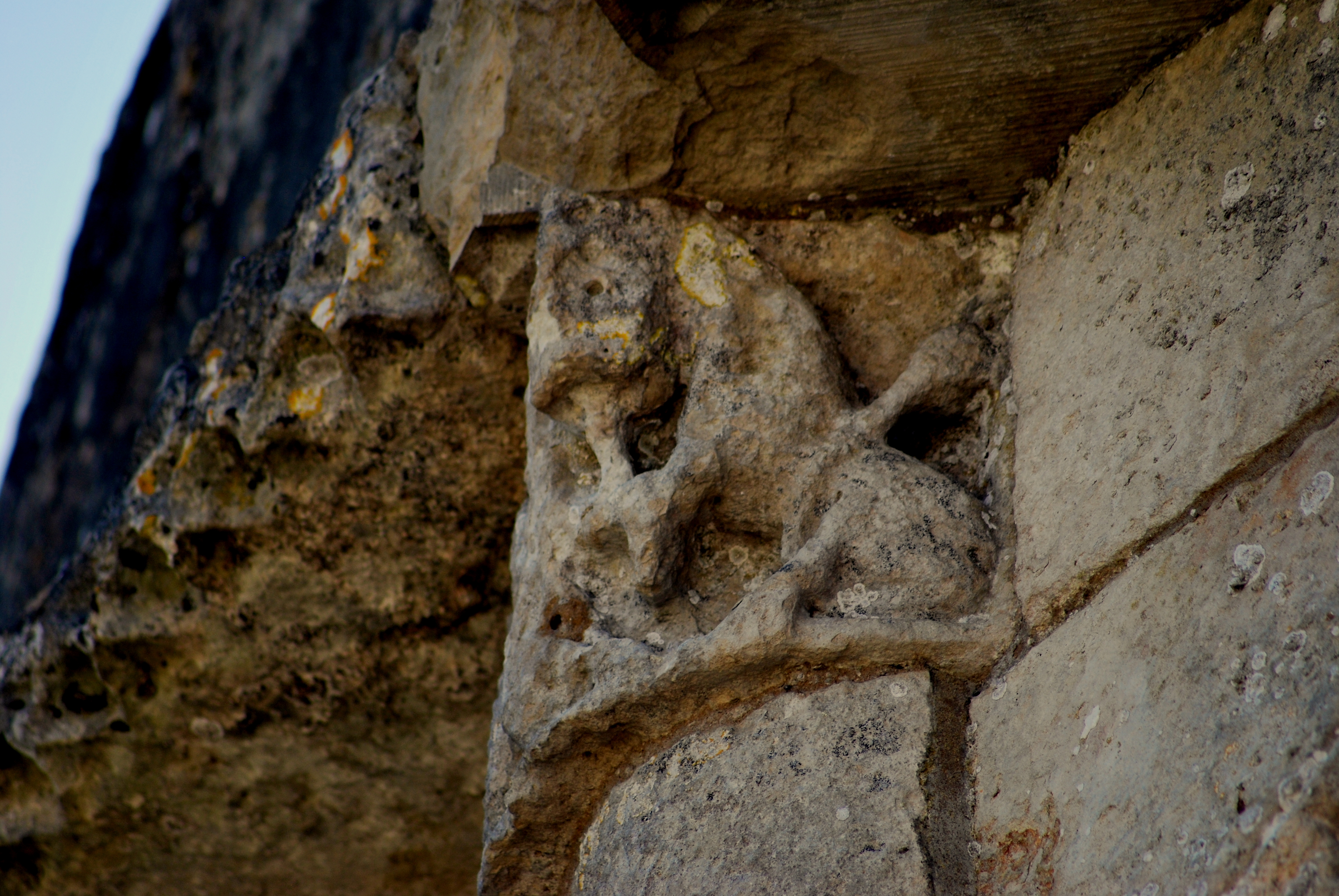
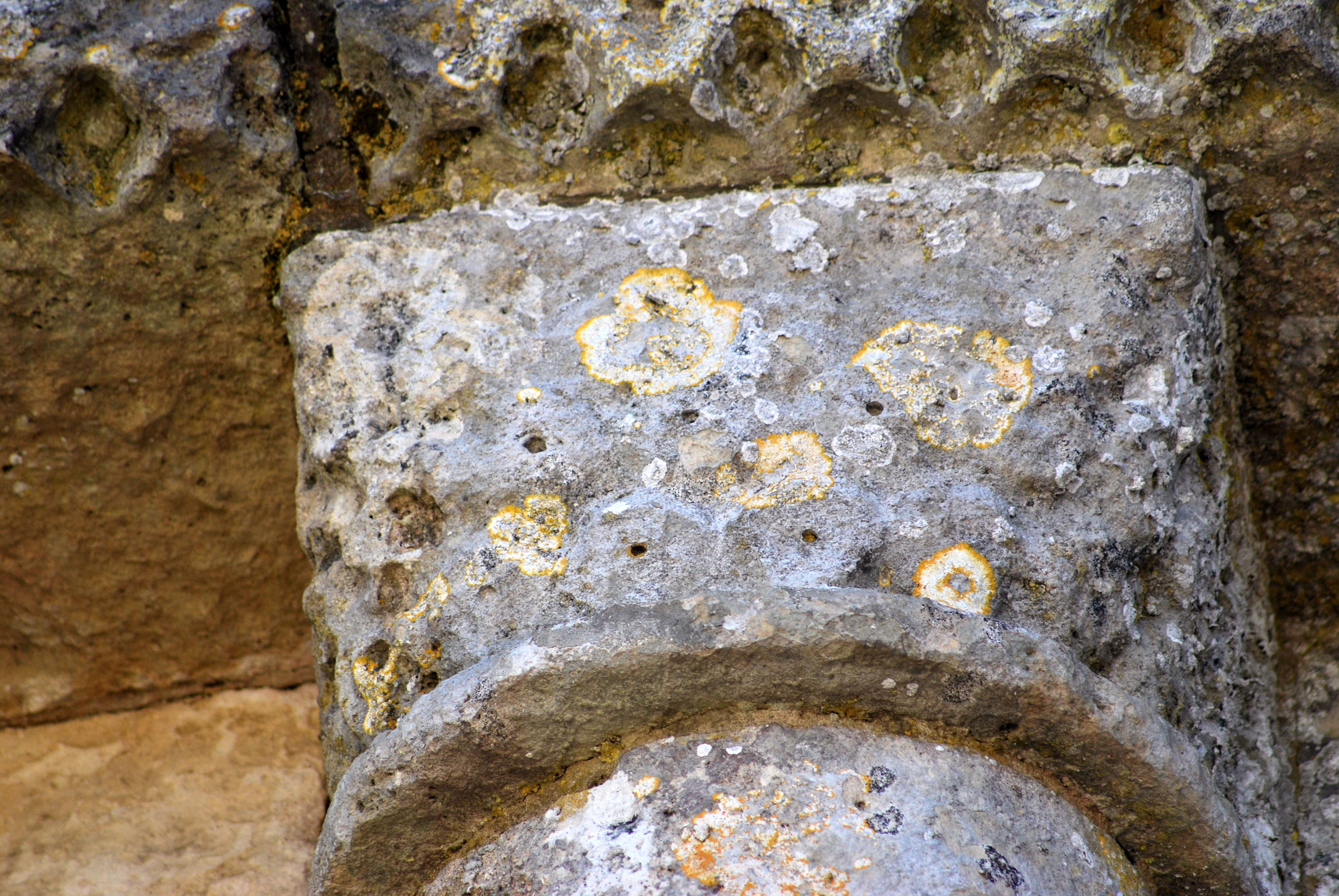
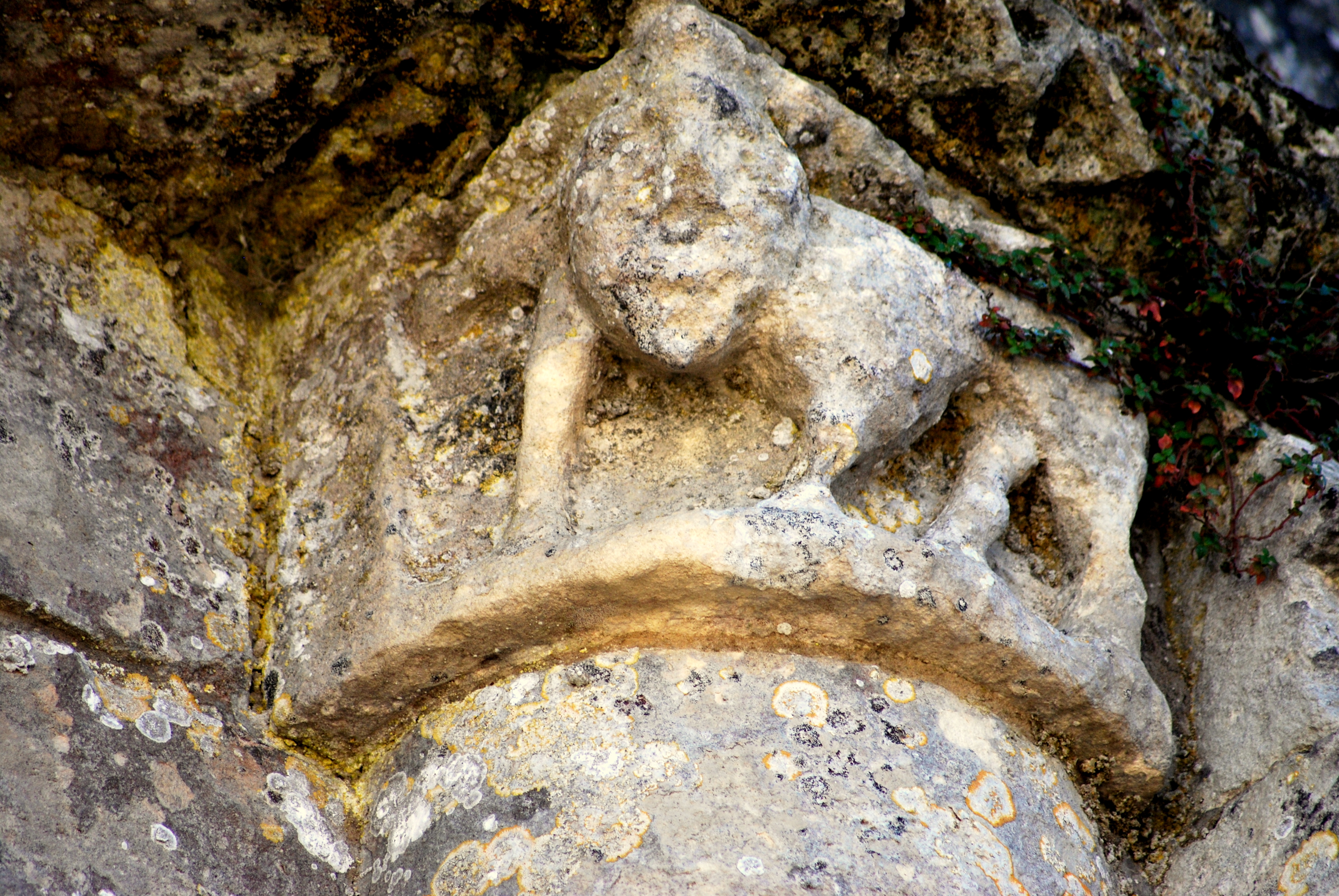

Sur l'un d'eux au-dessus de la fenêtre axiale se détache un croix de Templiers. Un hameau du voisinage porte le nom de Temple ; il était en 1307 le siège d'une maison de cet ordre.

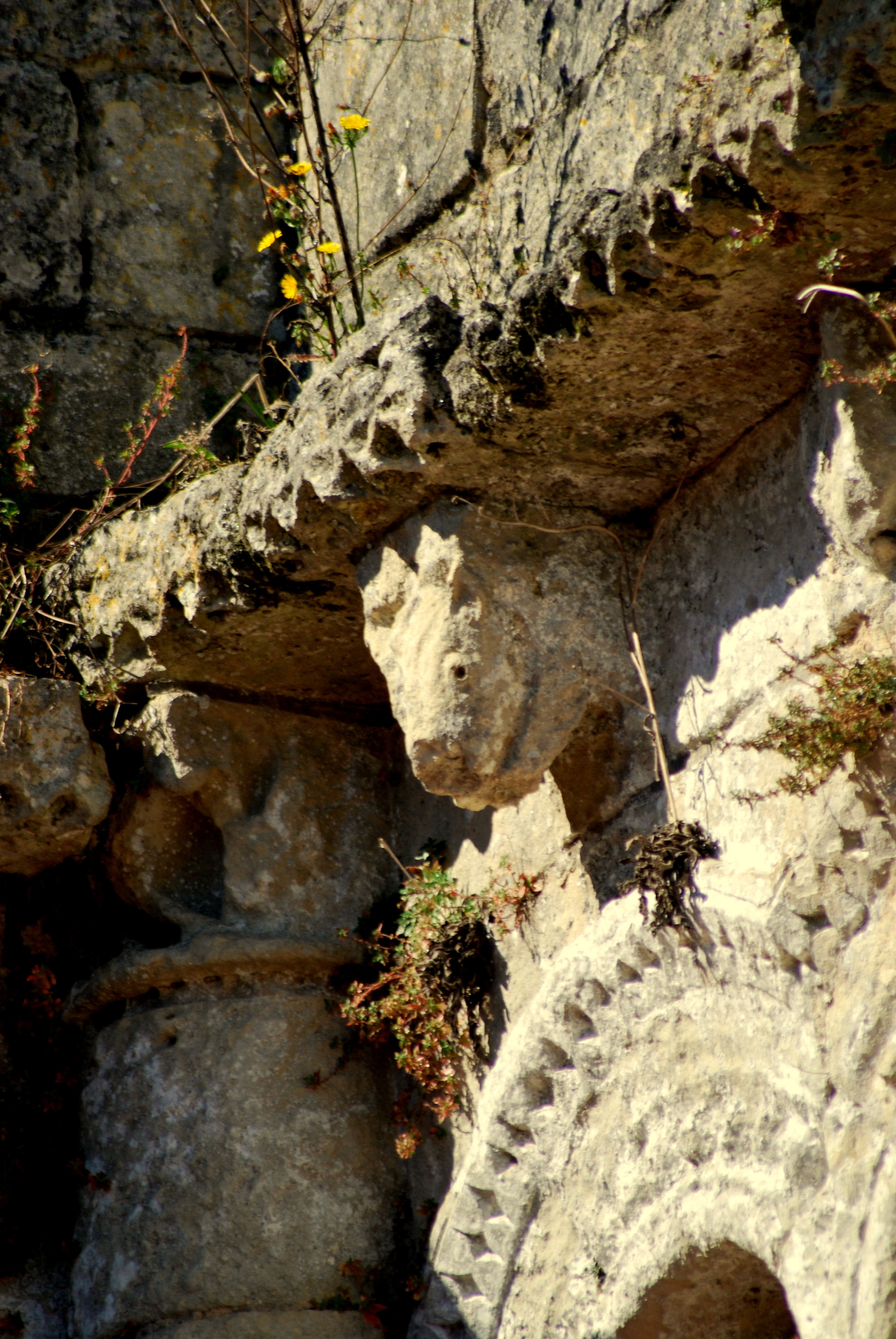
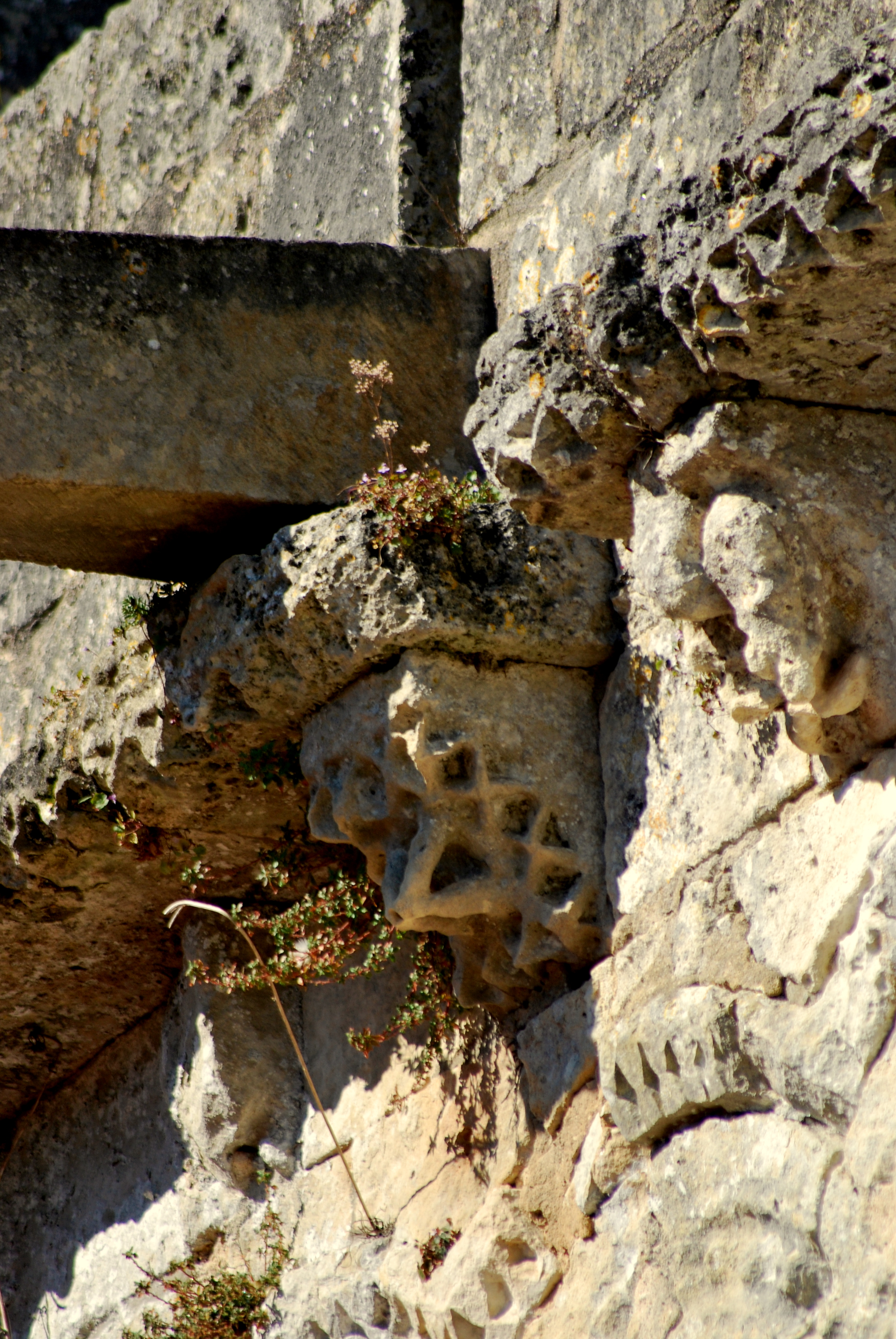
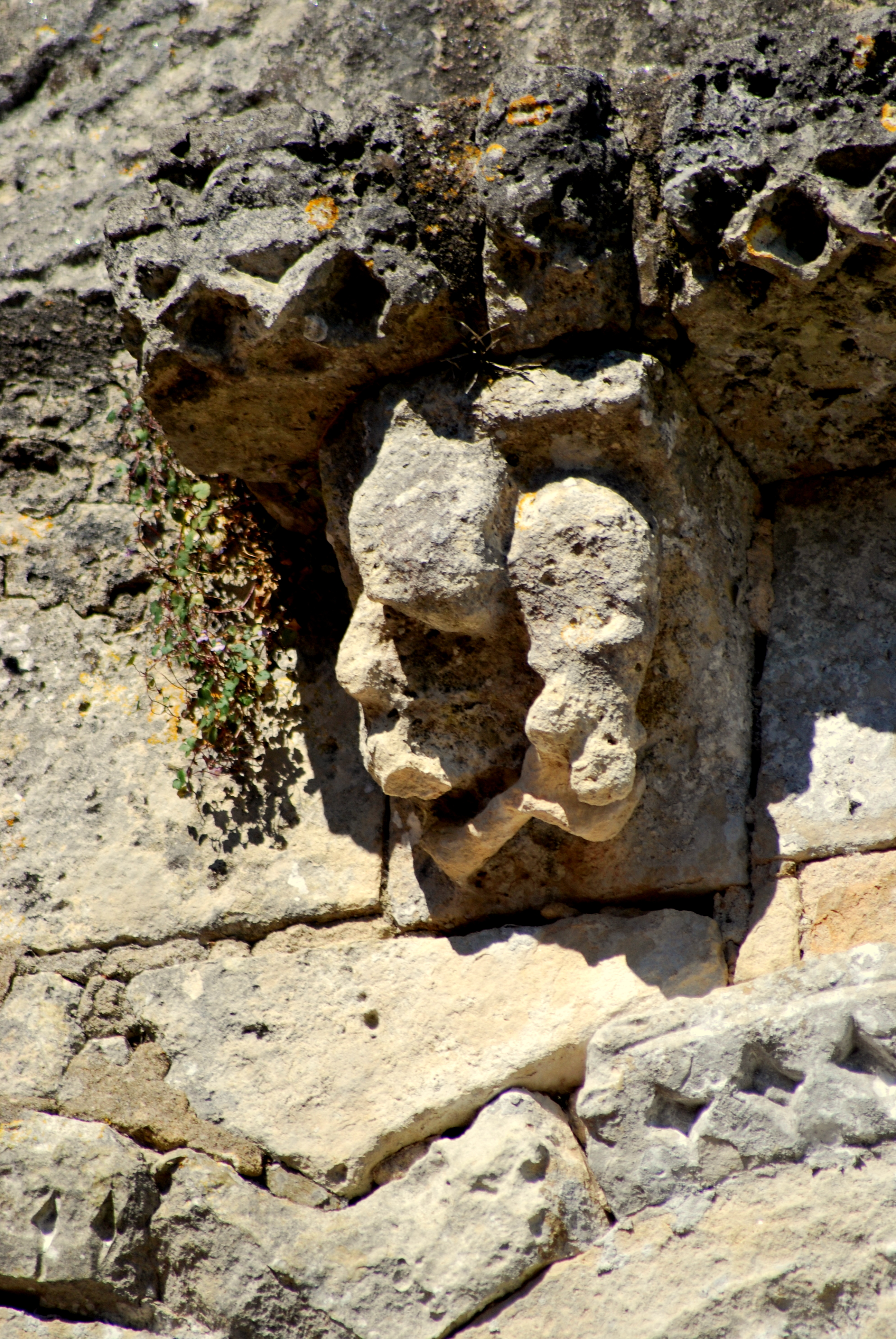
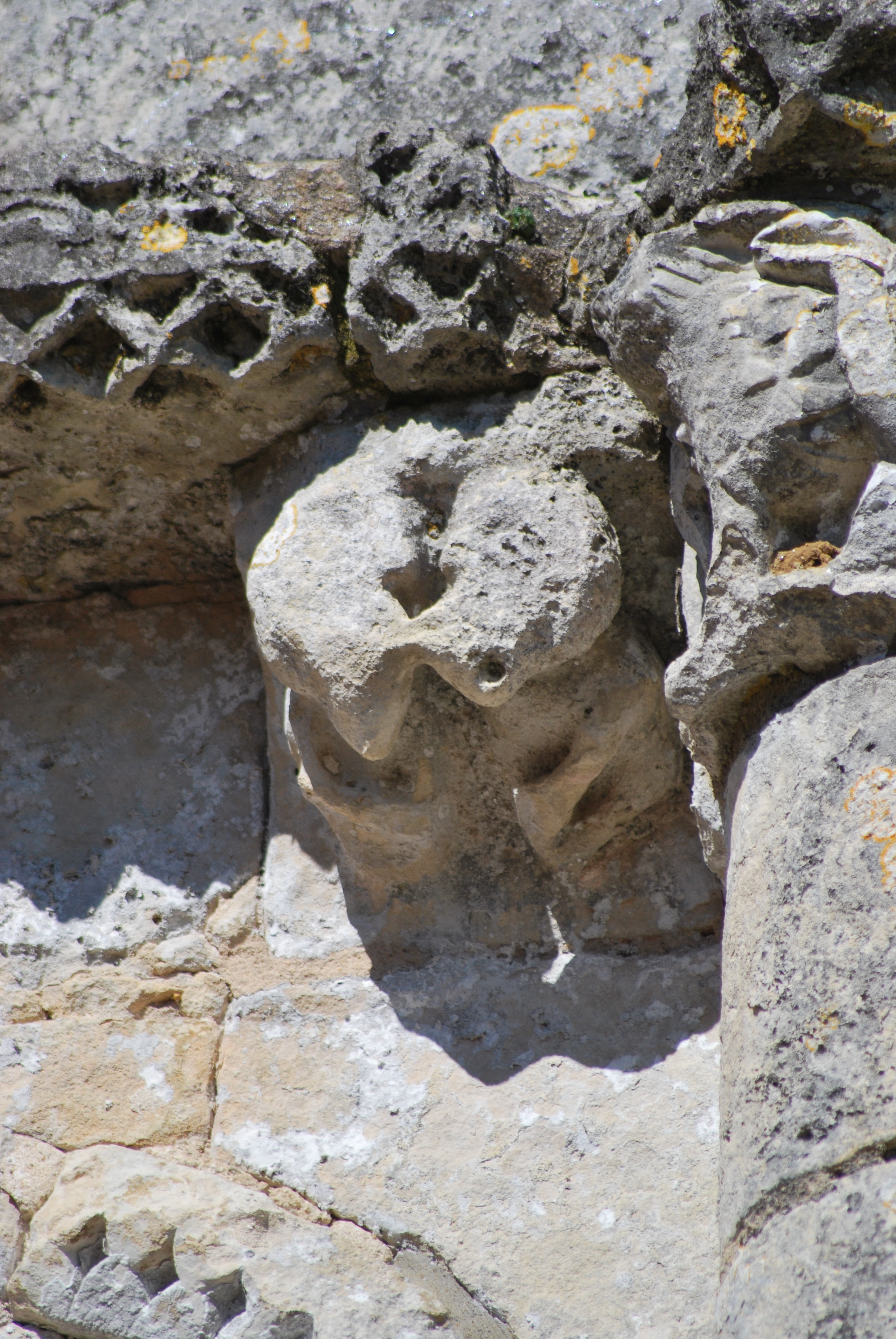
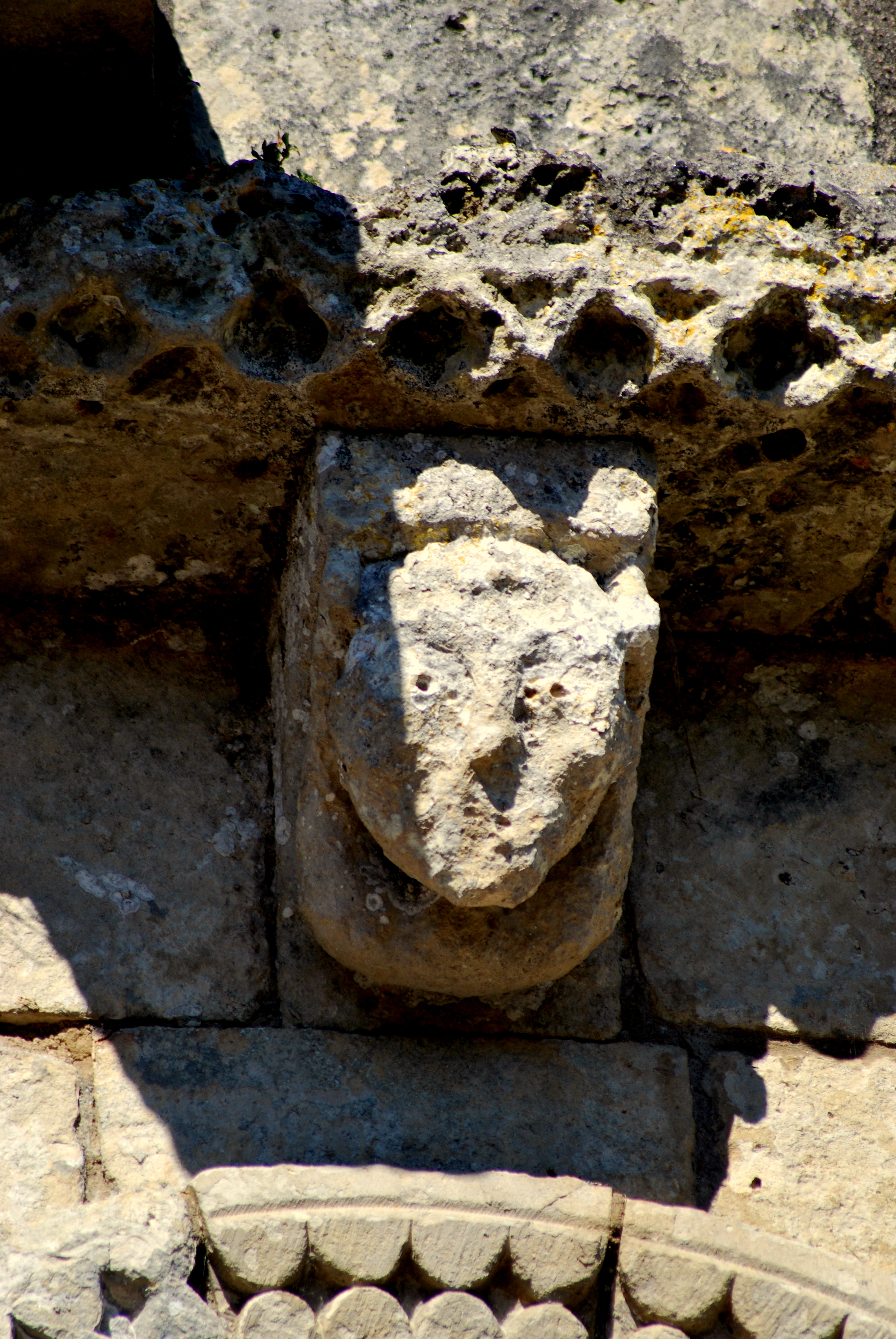
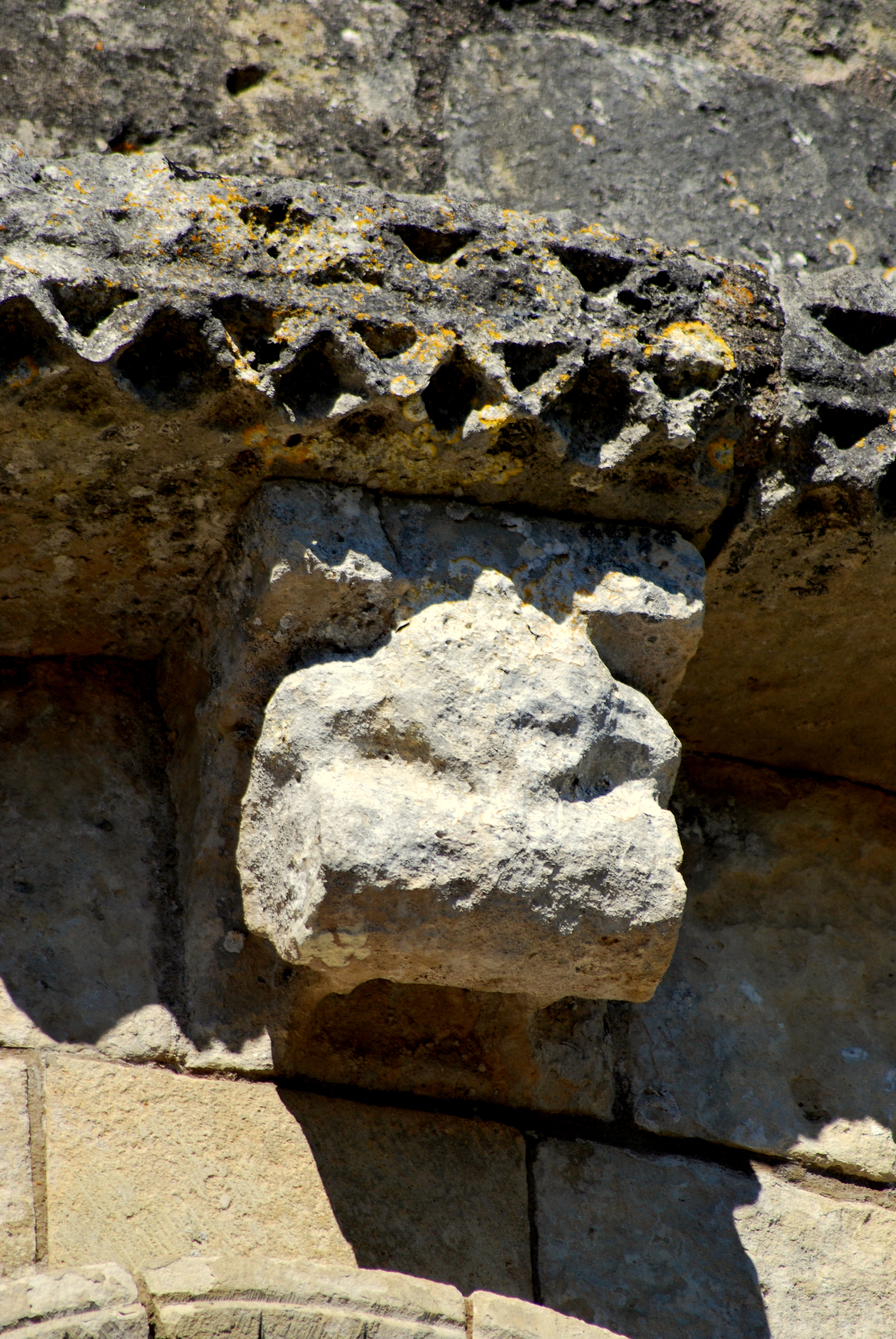
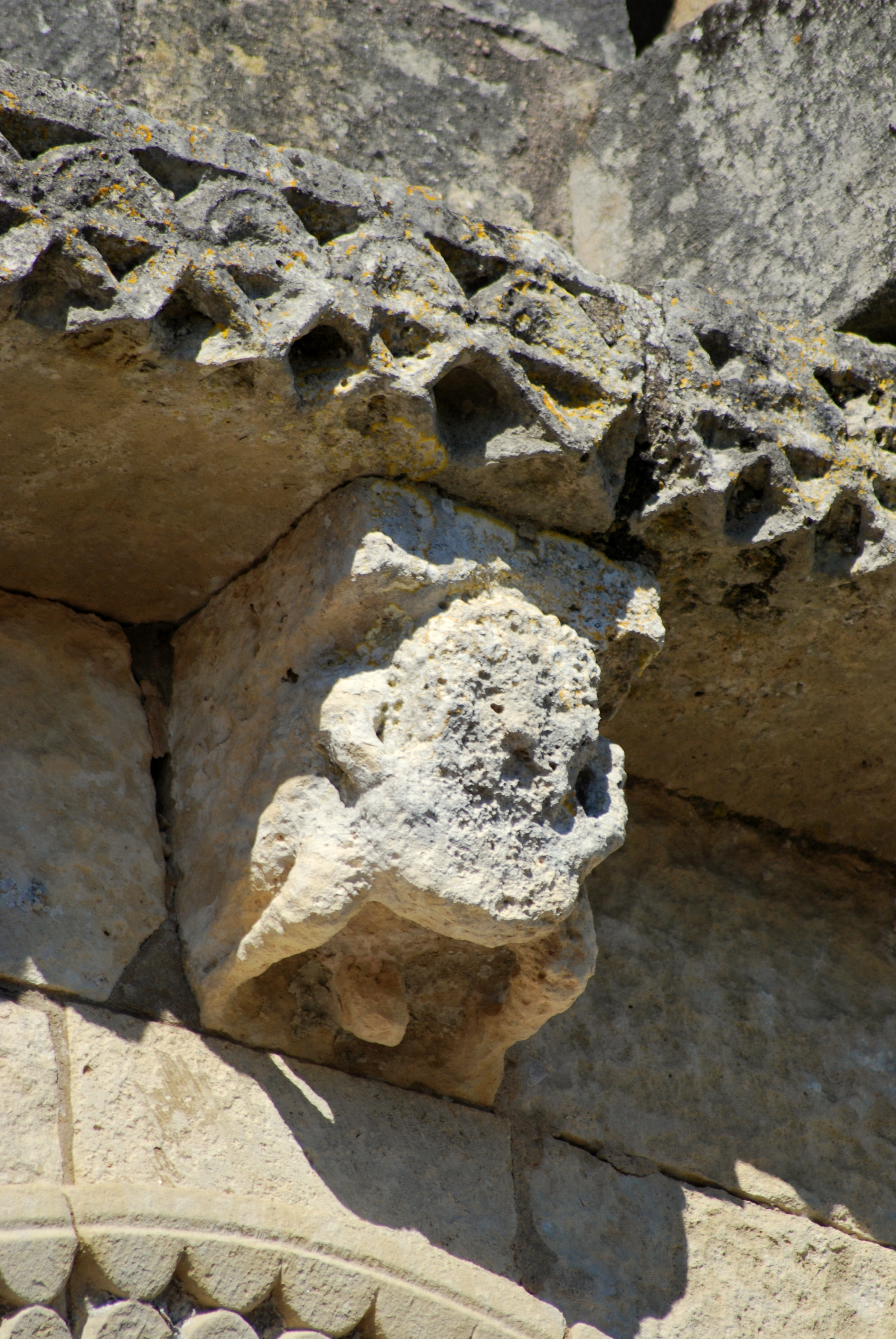
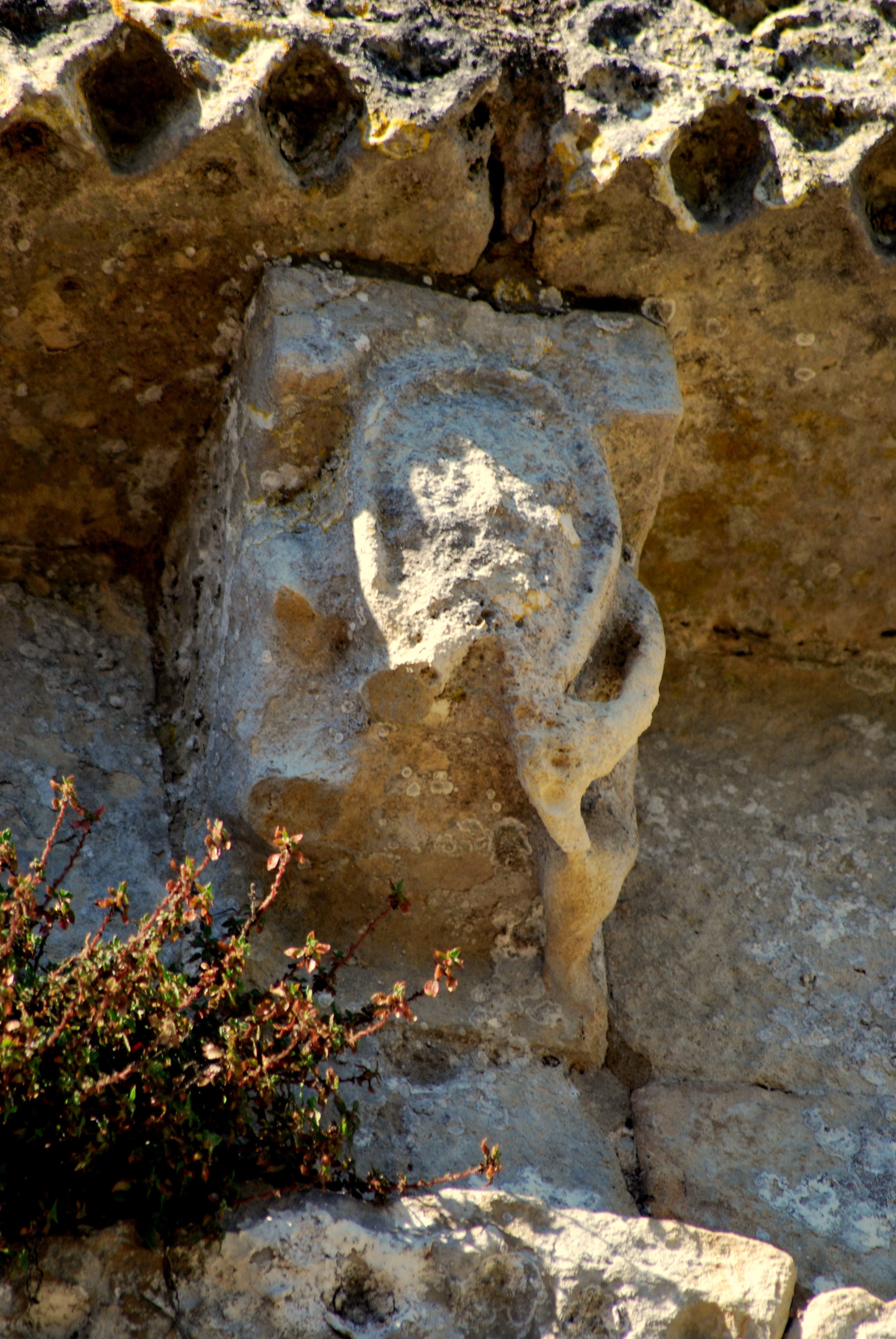
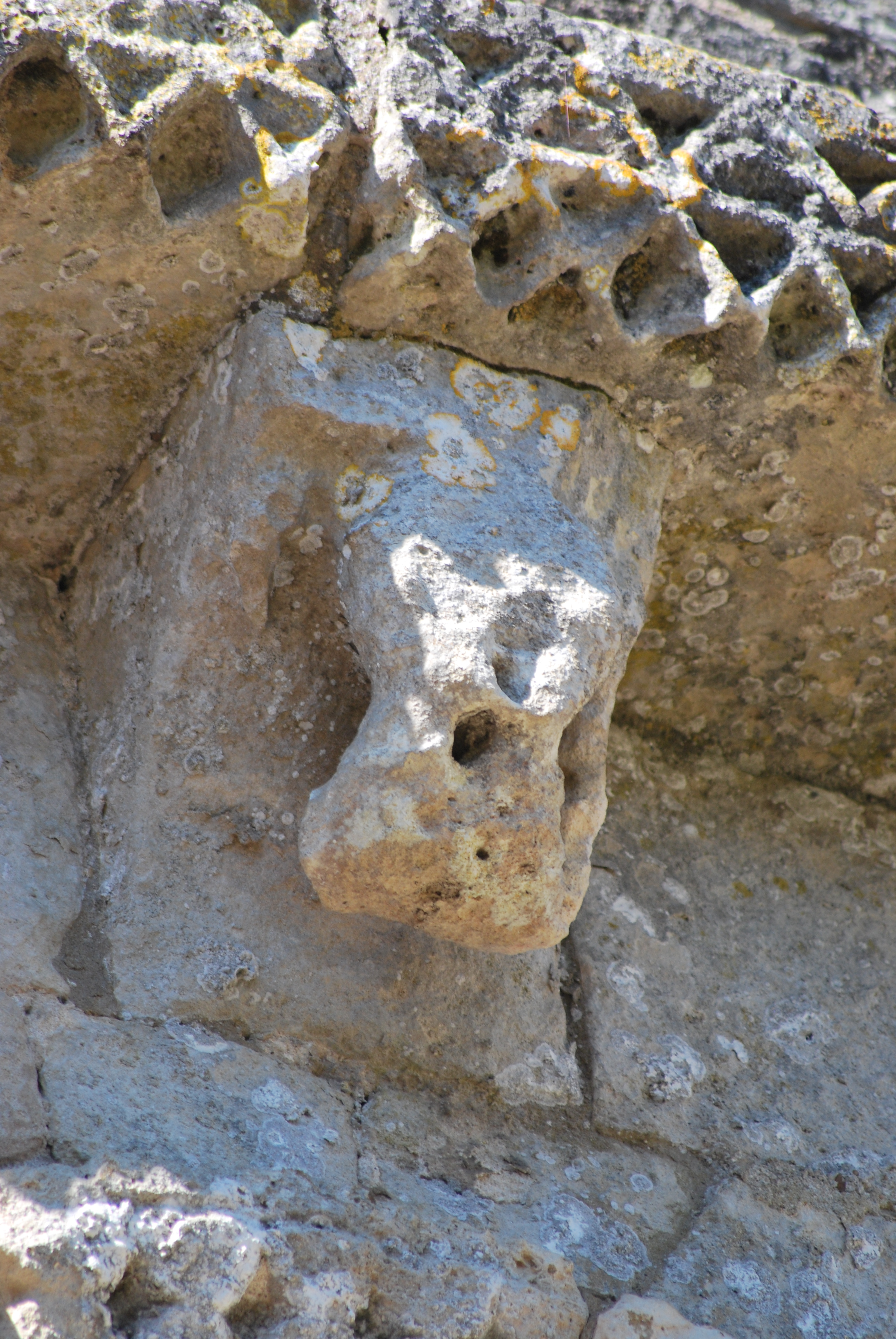
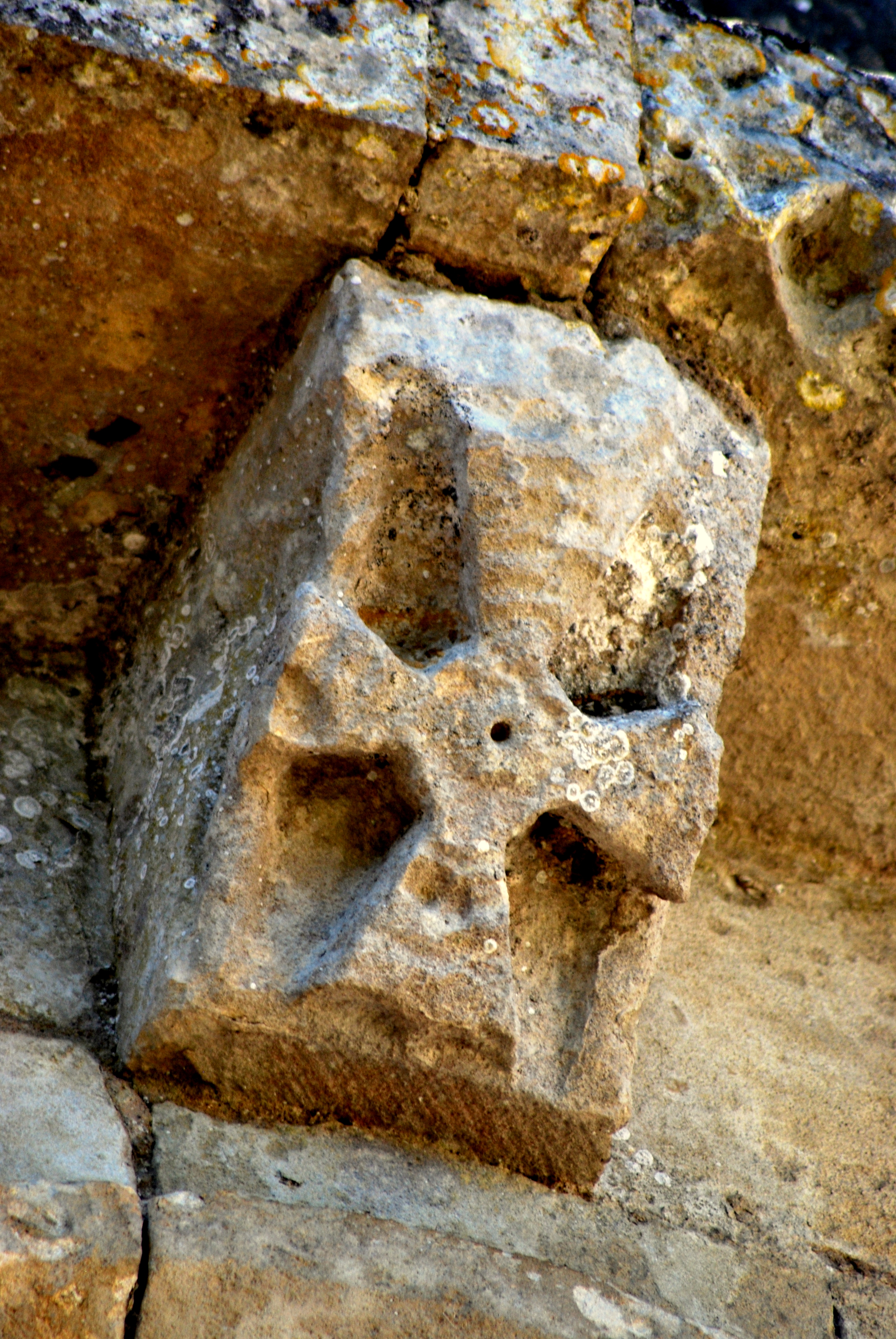
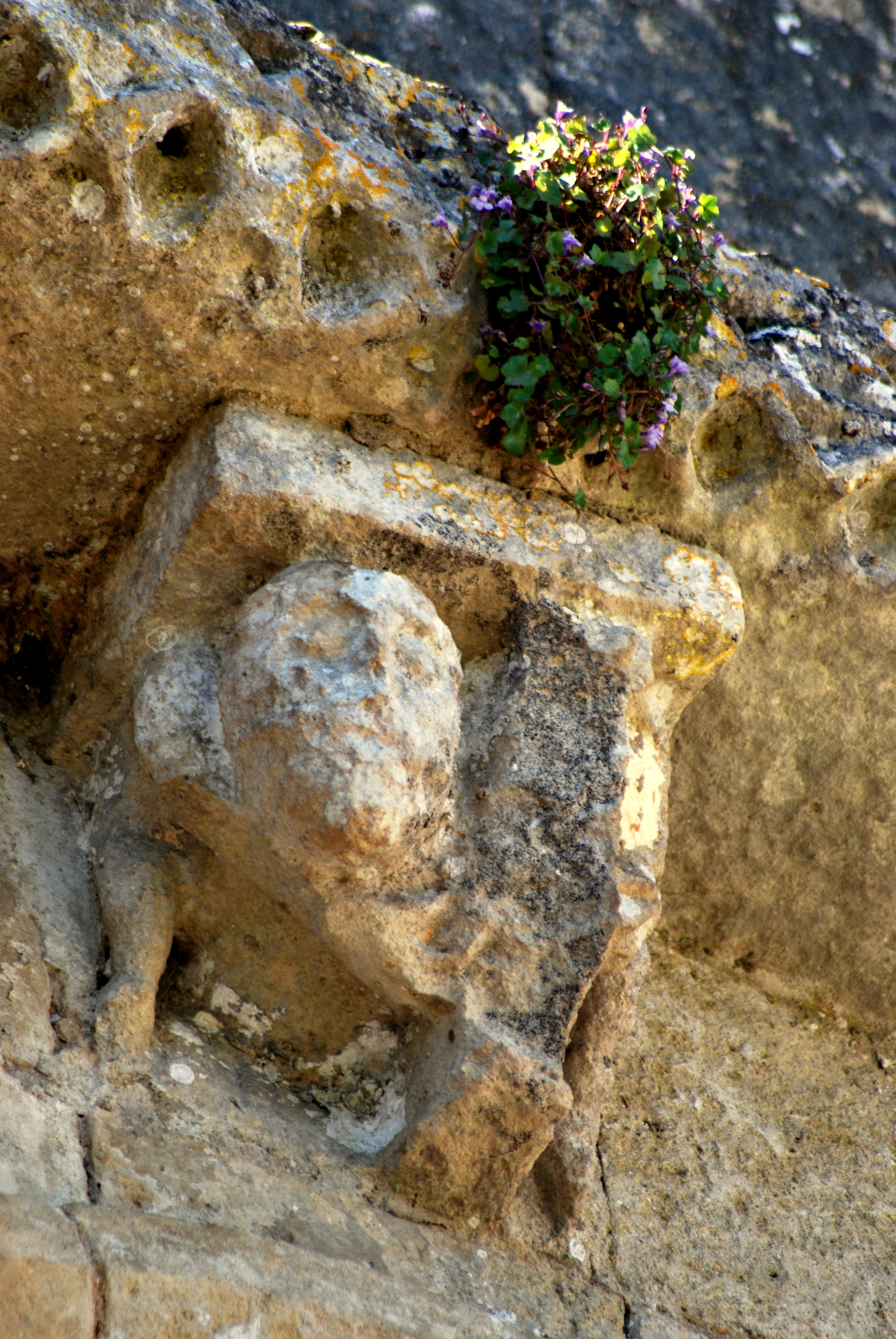
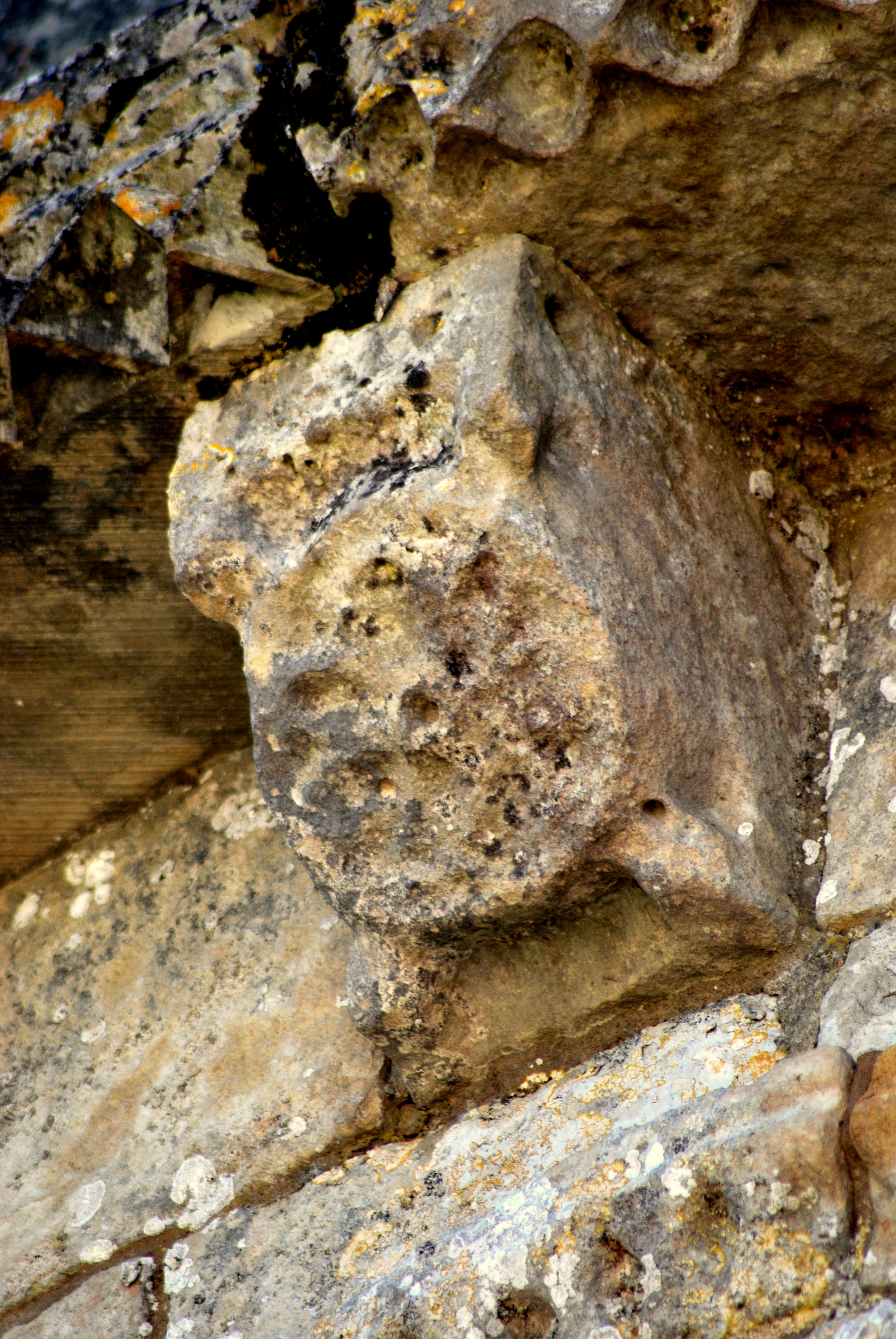
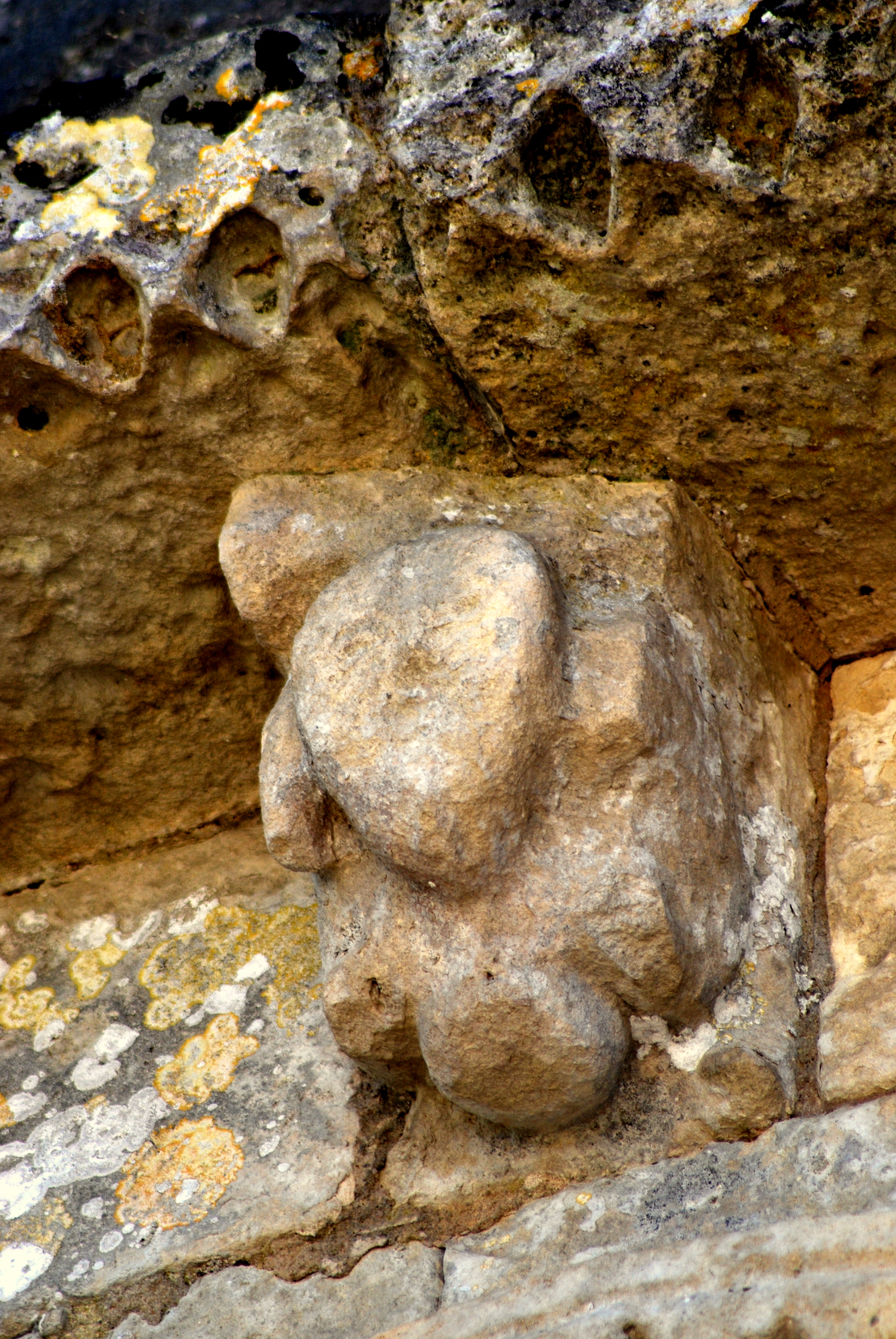
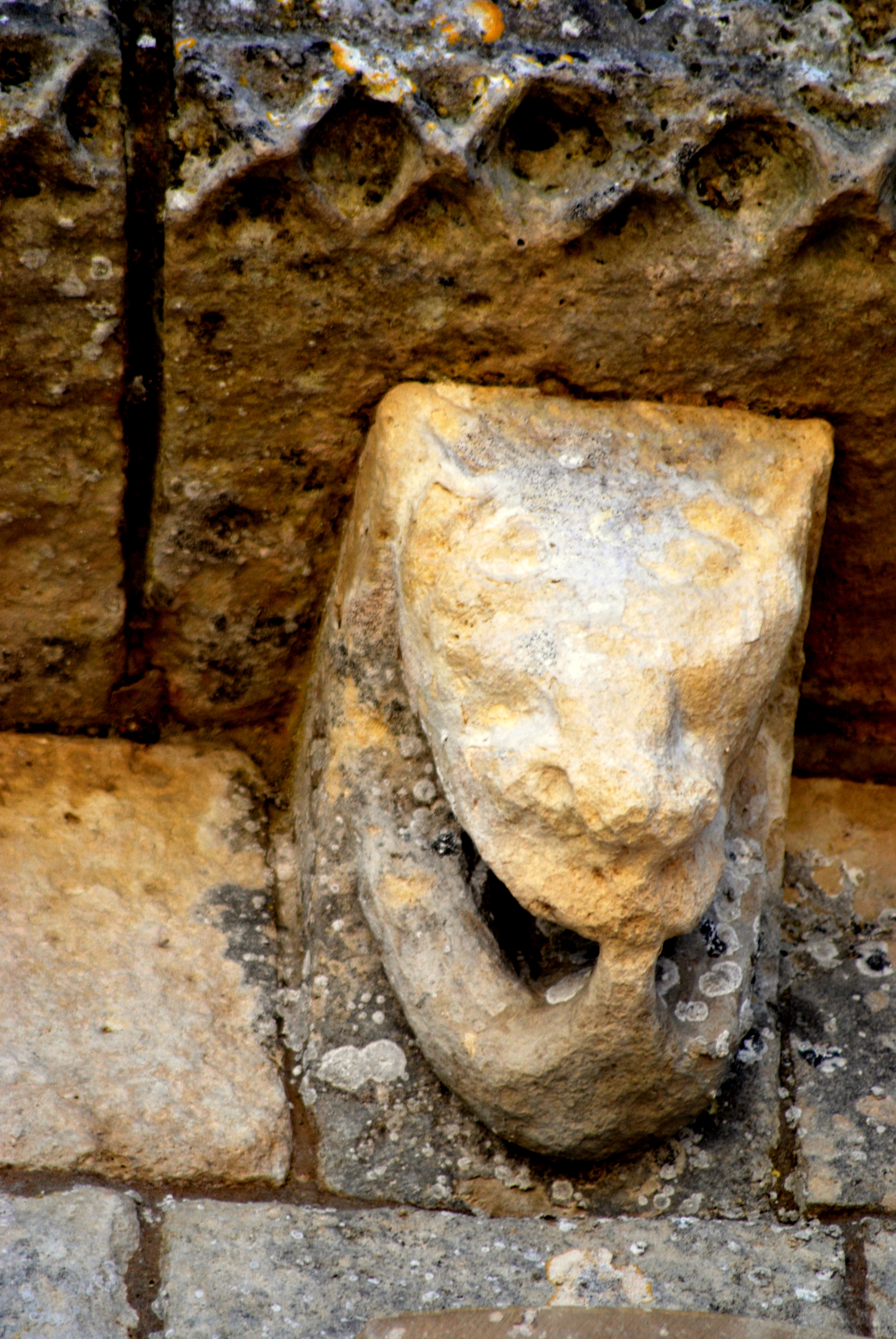
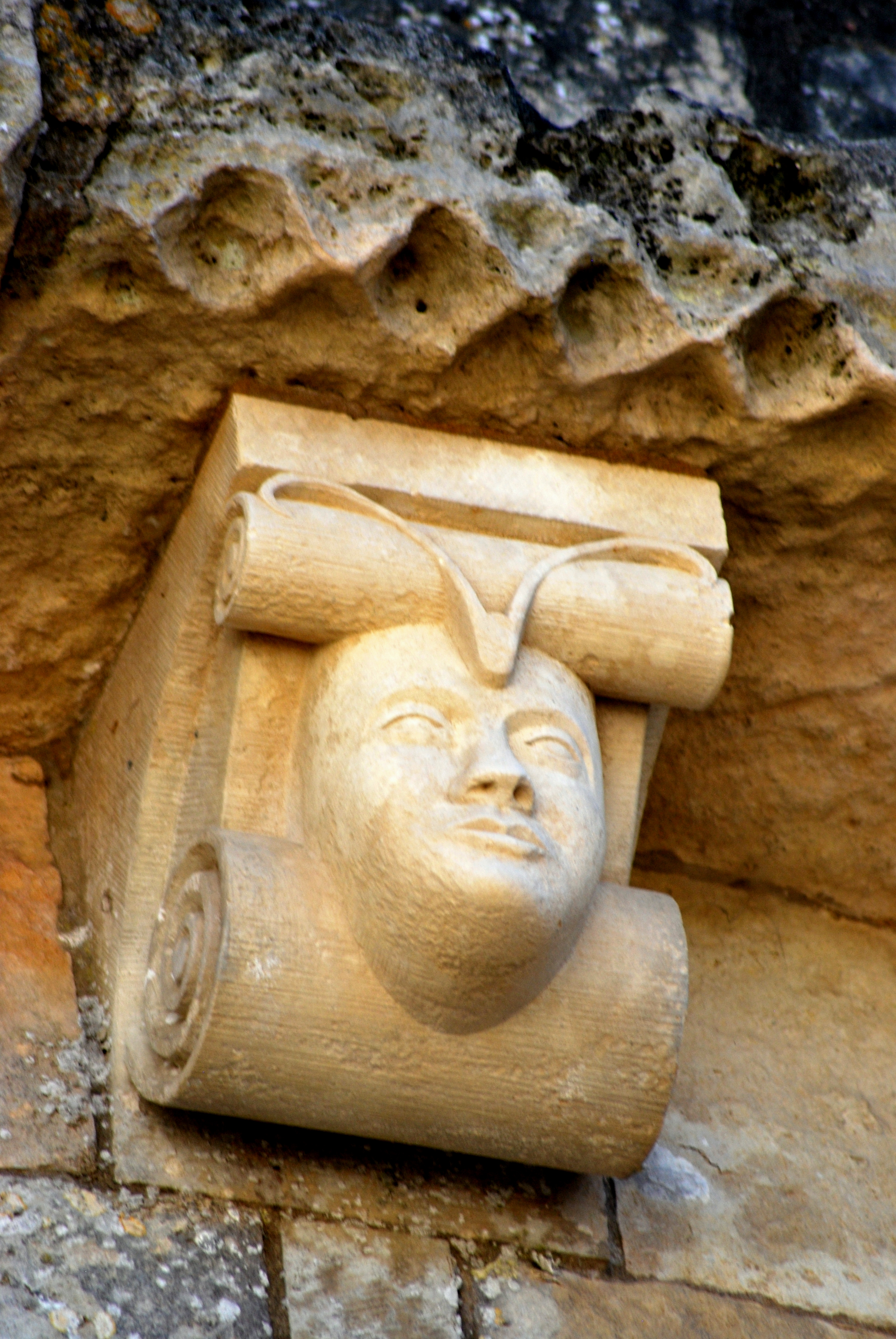
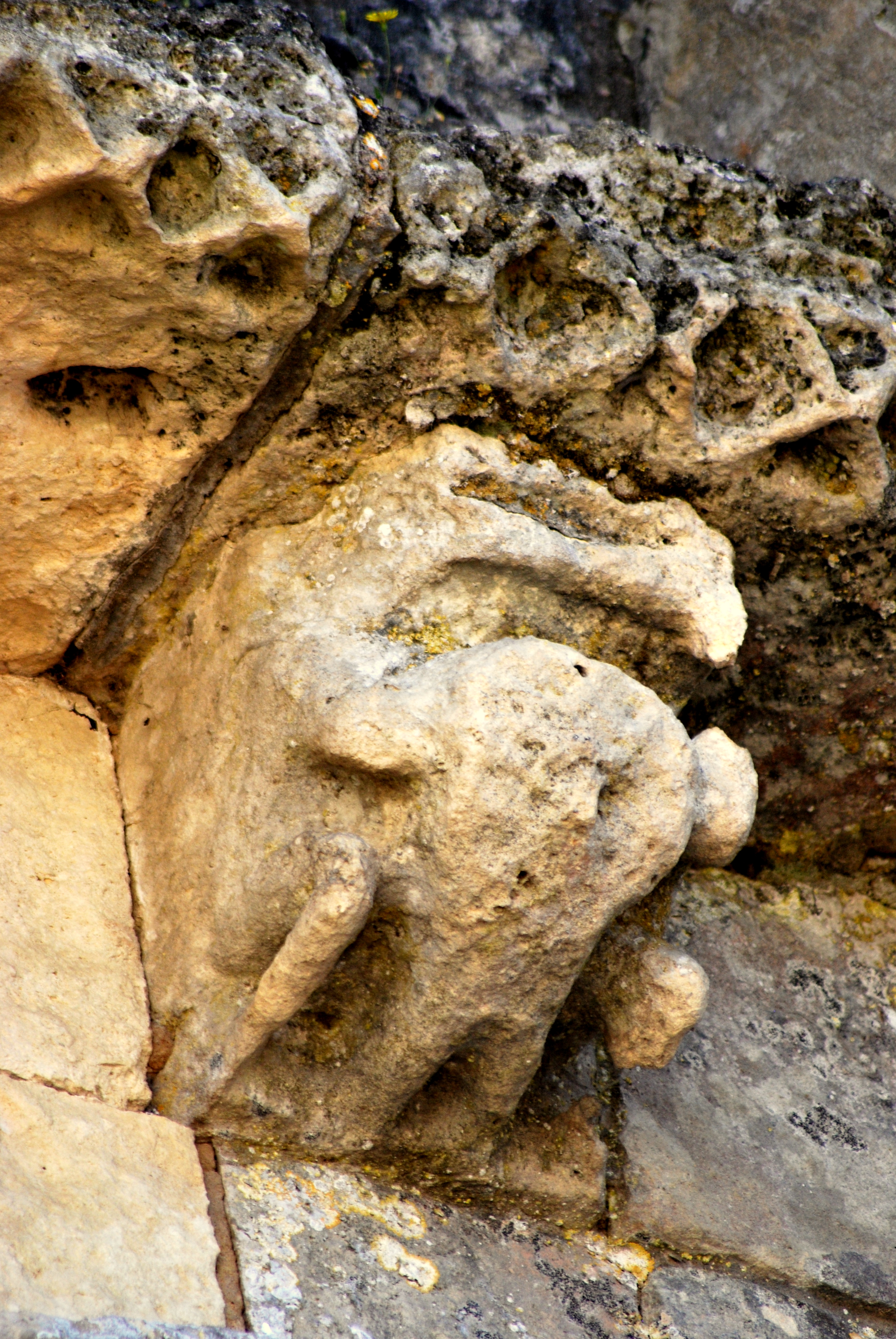
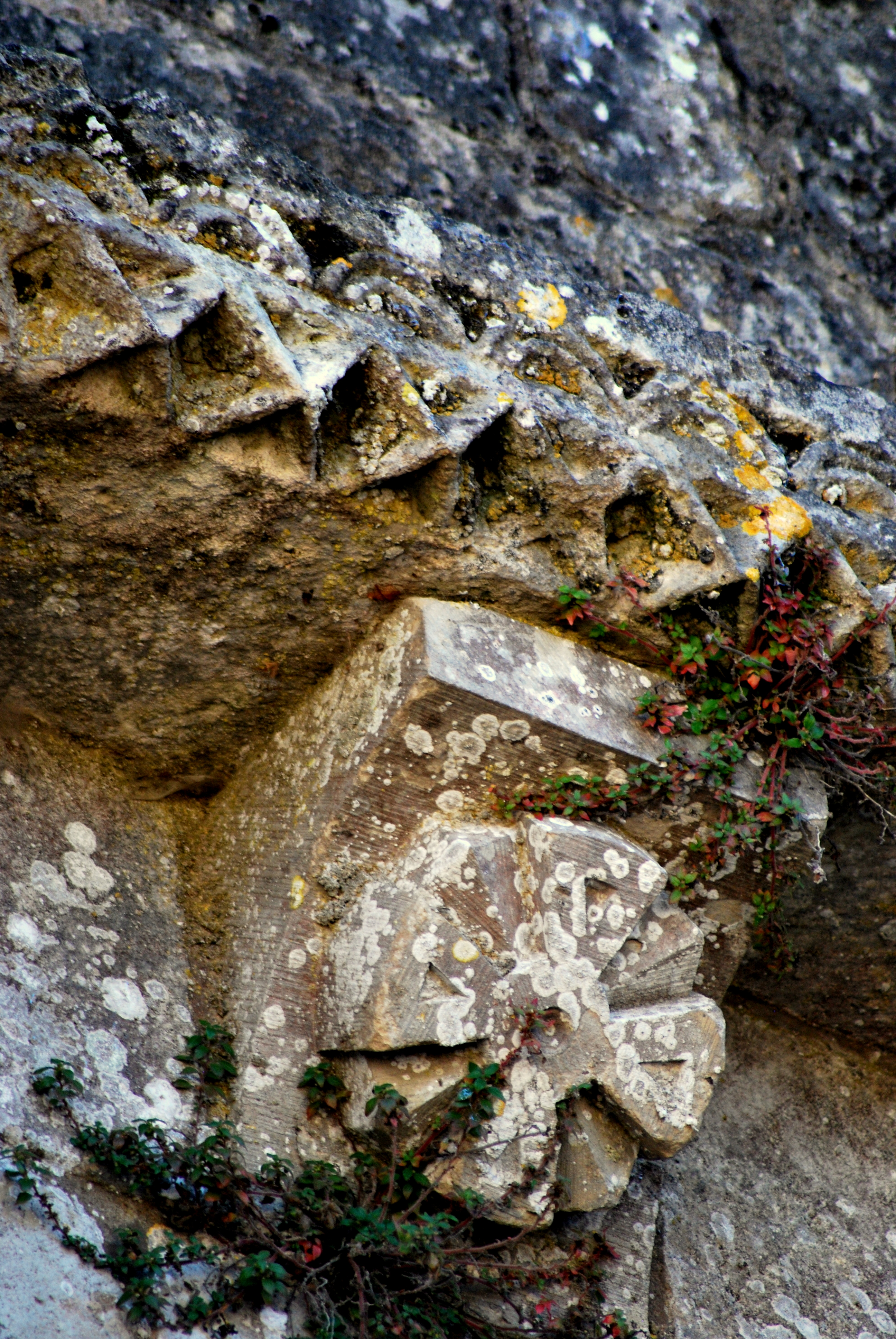
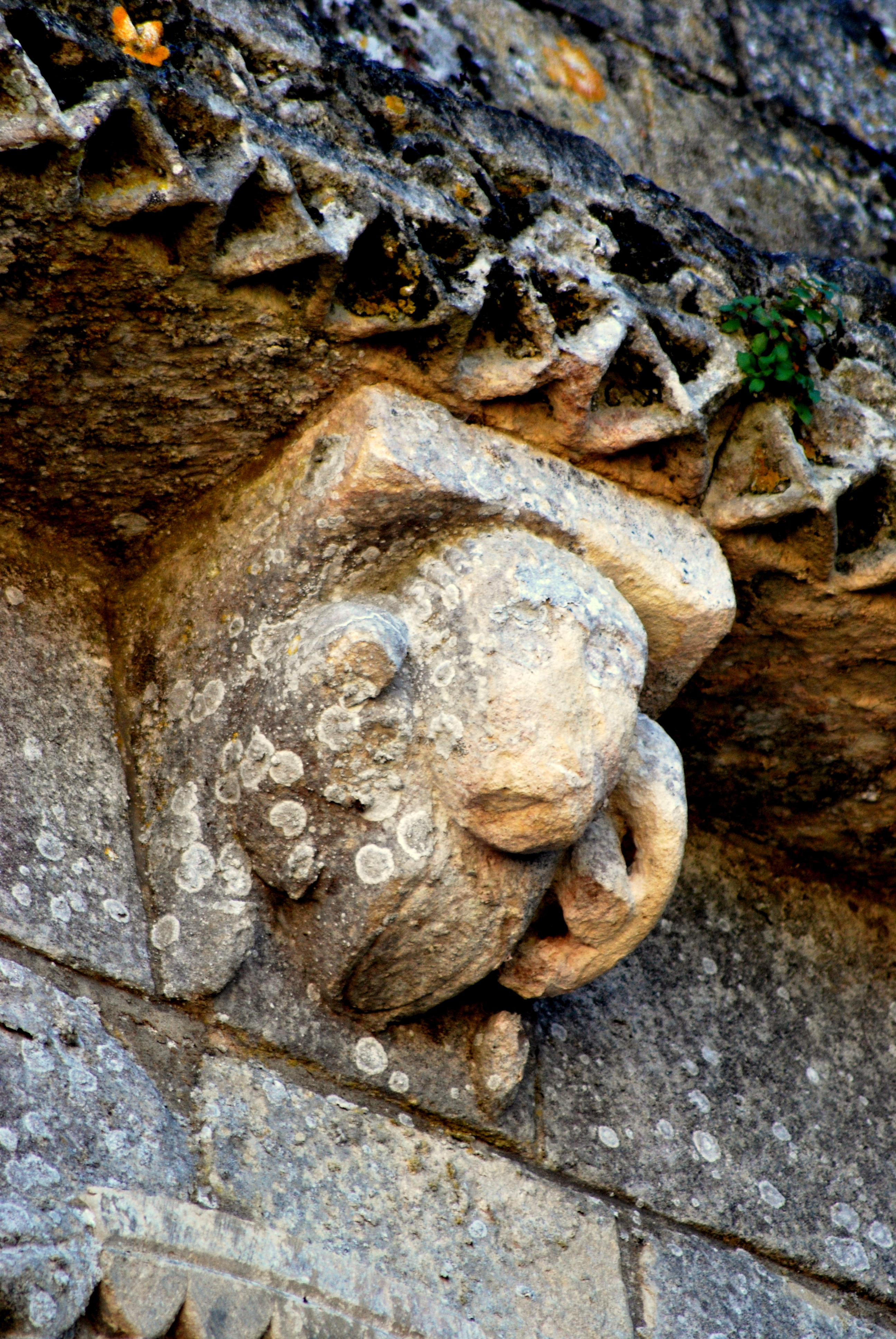
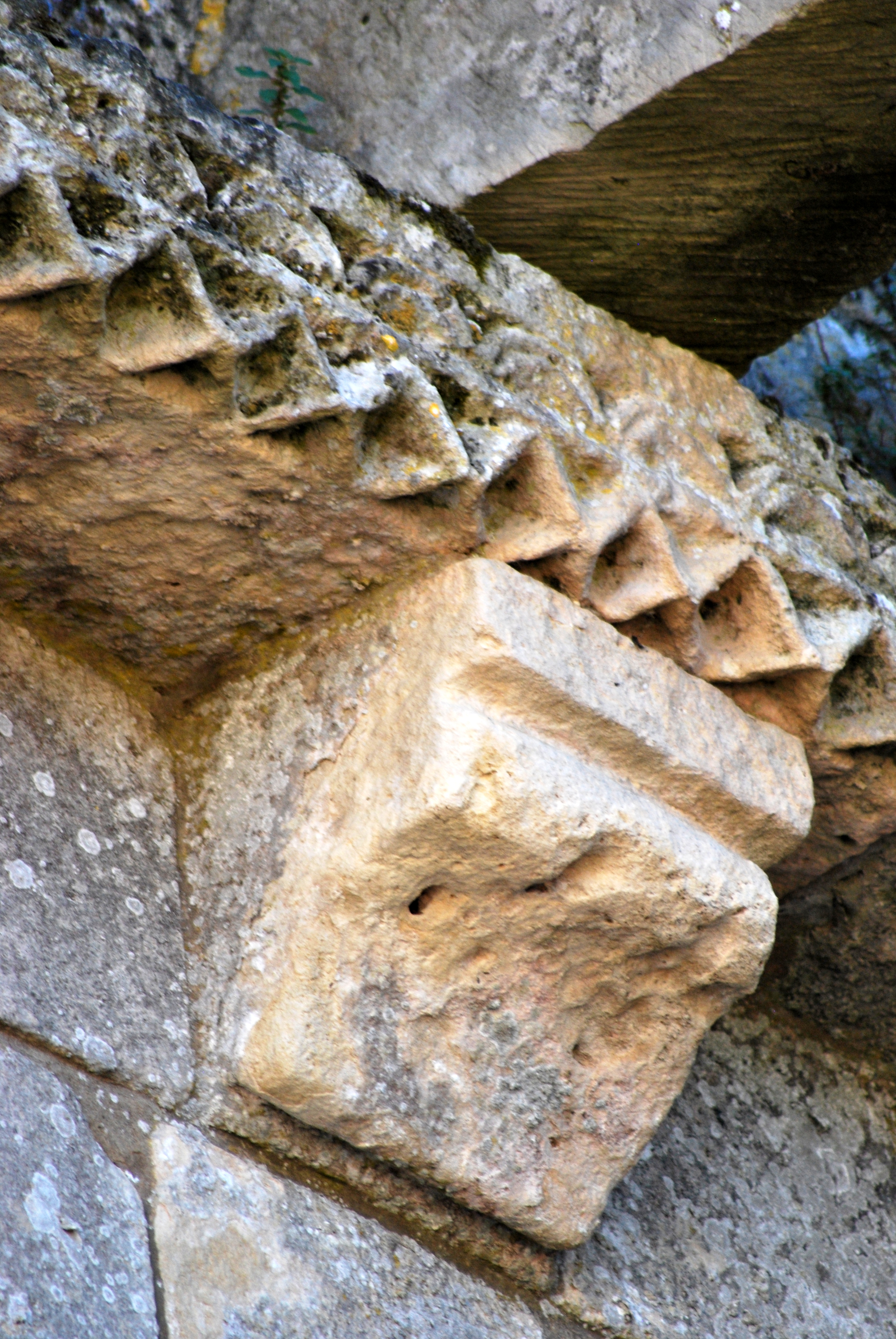
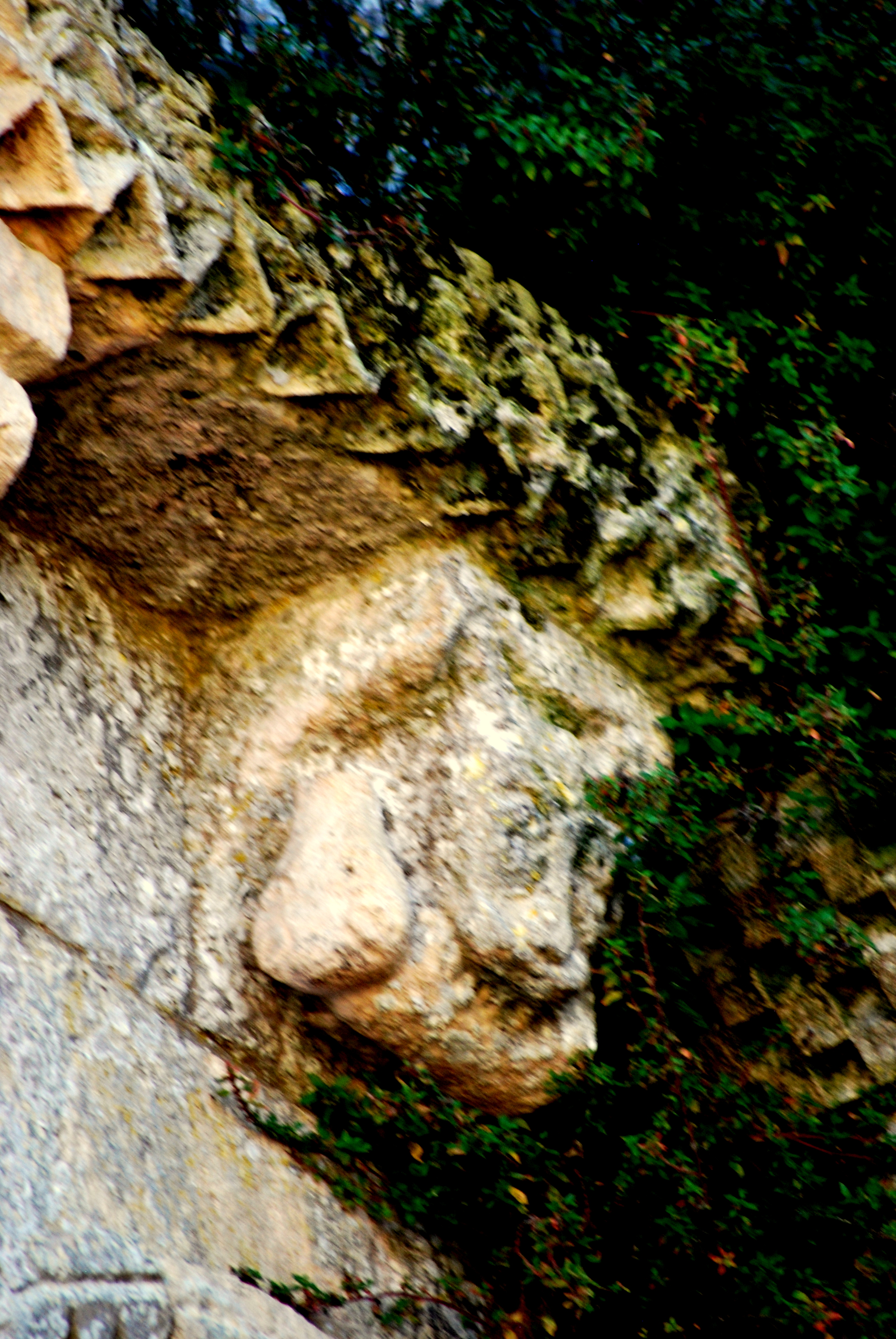

#### Les absidioles
| - Chapiteau C. |

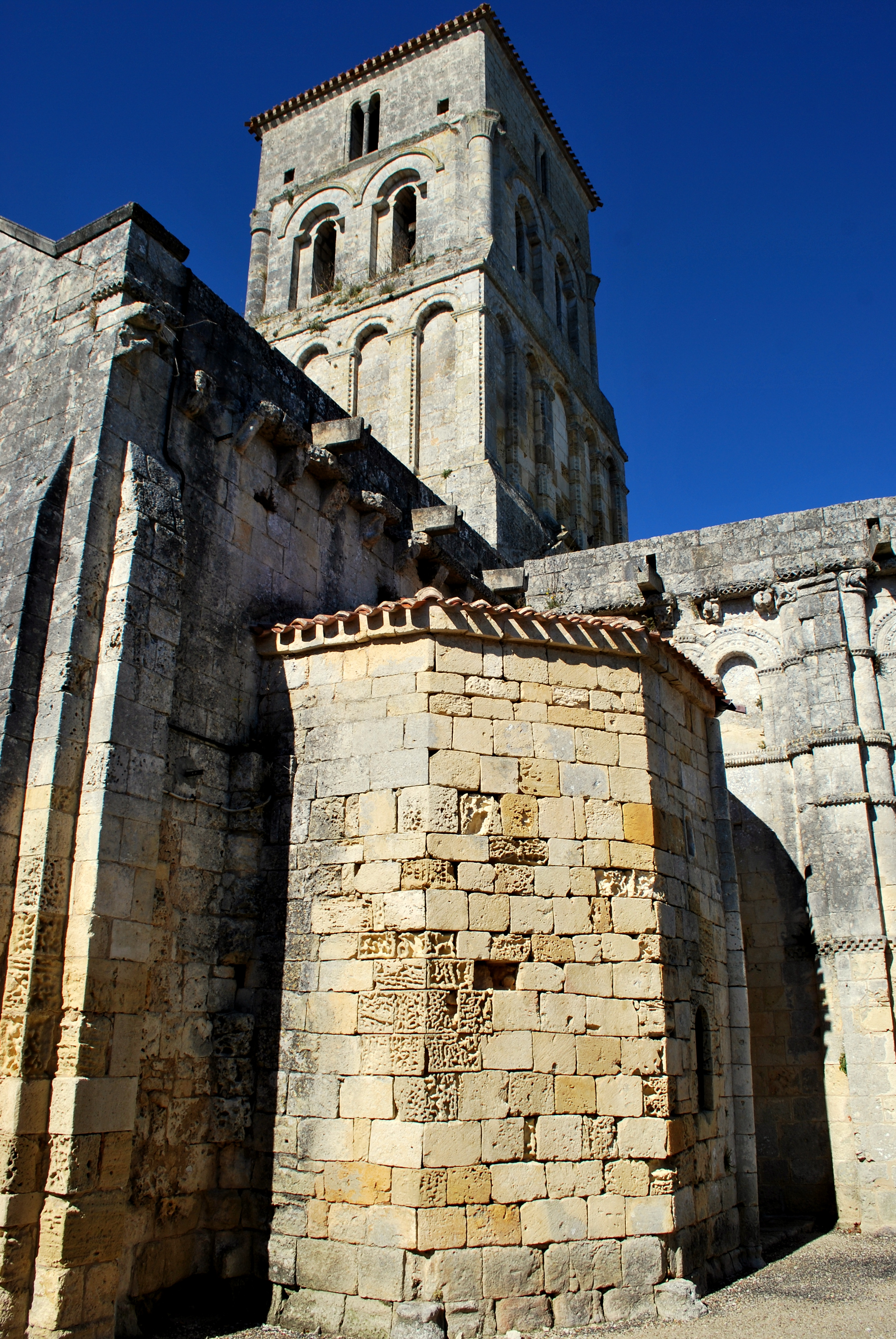
Absidiole sud

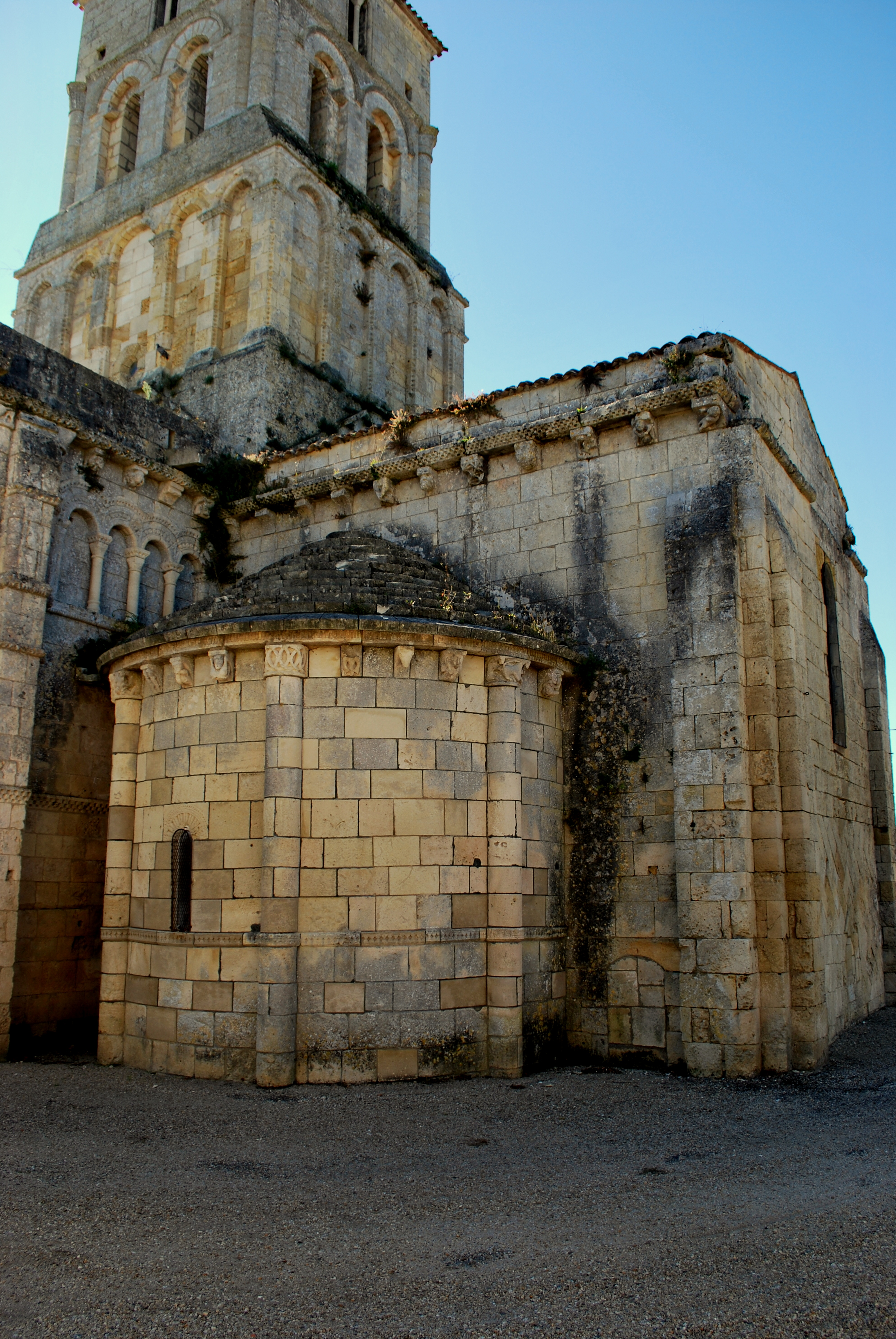
Absidiole nord.

- L'absidiole sud, de forme pentagonale, est sans décoration. La seule ouverture est une petite fenêtre percée dans la façade orientale.
- Par contre, l'absidiole nord, qui est semi-circulaire avec un toiture en pierre, porte une corniche sculpté. L'absidiole possède une petite fenêtre romane, avec décoration simple, percée dans l'axe orientale. En bas de la fenêtre on trouve un mince cordon de 'tête de clou' qui fait le tour de l'absidiole.

La décoration principale est, comme avec l'abside, au niveau de la corniche : trois chapiteaux sculptés et dix modillons figurés.
Le chapiteau A est très érodé et il n'est pas possible de donner une interprétation, autre qu'il s'agit d'animaux, probablement ailés. Le deuxième , mieux conservé, porte un décor de cercles enlacées.
| - Chapiteau A. - Chapiteau B. |

Le troisième chapiteau, C, est en assez bon état. On voit, sur la petite face, une bête (probablement un lion) dressée sur les pattes postérieures et les pattes antérieurs posées sur la croupe d'un lion bicorporé. Ce dernier occupe la face principale de la corbeille. Sa queue est dressée au-dessus du dos et la tête, qui est sur l'angle de la corbeille, est jointe au corps d'un troisième lion, dressé sur ses pattes arrière. Ces deux corps tiennent entre les pattes un objet non-identifiable.
Dans l'iconographie romane les créatures bicorporés ont toujours une connotation maléfique. Il est très fréquent en Aquitaine et semble être un symbole des habitudes homosexuelles et de la luxure.
Les modillons de la corniche
Les neuf modillons figurés sont dans un bon état et tous représentent des évocations de la luxure.
| - 1. Le barbu ithyphallique. - 2. Hibou. - 3. Feuillage. - 4. Deux moines. - 5. Loup avec canard. |

1 L'homme barbu et ithyphallique avec phallus et testicules gigantesques :
2 Hiboux :
3 Le seul modillon non-figuré porte un décor de feuilles et de lianes qui forment une pyramide, comme le classique 'point de diamant'.
4 Deux personnages s'embrassent : Ils portent des tuniques longues et sont tonsurés comme des novices.
5 Un masque de loup, qui porte dans sa gueule le cou d'un canard/oie :
| - 6. Femme exhibitionniste. - 7. Sirène avec poissons. - 8. Tête de cochon ?. - 9. ? - 10. Couple nu enlacé. |

6 Une femme exhibitionniste génitale : cette figuration est souvent considérée comme surprenante, mais il y a des centaines, sinon des milliers d'exemples dans les églises romanes sur l'arc atlantique du nord-ouest de l'Espagne, jusqu'en Irlande.
7 Une sirène qui porte deux poissons : Malheureusement la partie haute de ce modillon a disparu et on ne sait pas si les deux poisson que l'on voit sont les 'bras' du sirène ou des objets qu'elle tient dans ses mains. Habituellement la buste des sirènes-poissons sont humaines, et c'est probablement le cas ici.
8 Une tête de cochon :
9 ? : On peut discerner la partie gauche du visage d'un homme, la bouche grande ouverte.
10 Un couple nu enlacé : Ce modillon est partiellement érodé, mais il existe des dizaines, quasi identiques, dans des églises romanes de la Gironde, la Charente et la Charente-Maritme et en Espagne, voir par exemple Iconographie des modillons romans - les couples. Du fait que l'érosion est différent pour chaque modillon on peut établir la composition originelle. Il s'agit d'un homme et une femme nus en traîne de copuler.

### Transept
Le bras Nord a son mur principal percé d'une grande fenêtre en plein-cintre et d'une autre carrée — de guet. Toute sa partie inférieure est appareillée en zigzag. Au bas une ouverture murée semble être l'ancienne fenêtre d'aération d'une crypte-ossuaire.

Les murs du transept sont surmontés d'une corniche à damiers posée sur des modillons succins et détériorés. Ils sont illustrés sur 
.